# 2025년 축구
다음은 2025년 한 해 동안 전 세계에서 개최되는 축구의 예정된 행사이다. 다음이 포함된다.
- 리그 시즌이 단일 연도 내에 개최되는 국가의 경우, 2025 시즌.
- 리그 시즌이 두 해에 걸쳐 진행되어 한 시즌에 한 번의 우승팀을 가리는 국가의 경우, 2024-25 시즌.
- 리그 시즌이 두 개의 챔피언십으로 나뉘는 국가의 경우(주로 라틴 아메리카에서 아페르투라와 클라우수라로 알려진 시스템), 2025년도에 수여되는 모든 챔피언십.

## Events

### 남자 국가대표팀

#### FIFA
- 11월 3일 ~ 27일:  카타르에서 2025년 FIFA U-17 월드컵
- 9월 27일 ~ 10월 19일:  칠레에서 2025년 FIFA U-20 월드컵
- 12월 1일 ~ 18일:  카타르에서 2025년 FIFA 아랍컵

#### AFC
- 2월 12일 ~ 3월 1일:  중국에서 2025년 AFC U-20 아시안컵
  - :  오스트레일리아
  - :  사우디아라비아
- 4월 3일 ~ 20일:  사우디아라비아에서 2025년 AFC U-17 아시안컵
  - :  우즈베키스탄
  - :  사우디아라비아

##### ASEAN
- 2024년 12월 8일 ~ 1월 5일: 2024년 동남아시아 축구 연맹 선수권 대회
  - :  베트남
  - :  태국
- 7월 15일 ~ 29일:  인도네시아에서 2025년 아세안 U-23 챔피언십

##### CAFA
- 5월 24일 ~ 31일:  우즈베키스탄에서 2025년 CAFA U-17 챔피언십
  - :  타지키스탄
  - :  우즈베키스탄
  - :  투르크메니스탄
  - 4위:  키르기스스탄
- 6월 10일 ~ 17일:  타지키스탄에서 2025년 CAFA U-20 챔피언십
  - :  이란
  - :  키르기스스탄
  - :  타지키스탄
  - 4위:  우즈베키스탄

##### EAFF
- 7월 7일 ~ 15일:  대한민국에서 2025년 EAFF E-1 풋볼 챔피언십
  - :  일본
  - :  대한민국
  - :  중화인민공화국
  - 4위:  홍콩

##### SAFF
- 5월 9일 ~ 18일:  인도에서 2025년 SAFF U-19 챔피언십
  - :  인도
  - :  방글라데시

##### UAFA
- 2024년 12월 21일 ~ 1월 4일:  쿠웨이트에서 제26회 아라비안 걸프컵
  - :  바레인
  - :  오만

##### WAFF
- 3월 19일 ~ 25일:  오만에서 2025년 WAFF U-23 챔피언십
  - :  오만
  - :  요르단
  - :  시리아
  - 4위:  바레인

#### CAF
- 3월 30일 ~ 4월 19일:  모로코에서 2025년 U-17 아프리카 네이션스컵
  - :  모로코
  - :  말리
  - :  코트디부아르
  - 4위:  부르키나파소
- 4월 27일 ~ 5월 18일:  이집트에서 2025년 U-20 아프리카 네이션스컵
  - :  남아프리카 공화국
  - :  모로코
  - :  나이지리아
  - 4위:  이집트
- 8월 2일 ~ 30일:  케냐,  탄자니아,  우간다에서 2024년 아프리카 네이션스 챔피언십
- 2025년 12월 21일 ~ 2026년 1월 18일:  모로코에서 2025년 아프리카 네이션스컵

##### COSAFA
- 6월 4일 ~ 15일:  남아프리카 공화국에서 2025년 COSAFA컵
  - :  앙골라
  - : 틀:Fbl
  - : 틀:Fbl
  - 4위: 틀:Fbl
- 7월 4일 ~ 13일:  나미비아에서 2025년 COSAFA U-20 챔피언십
  - :  남아프리카 공화국
  - :  말라위
  - :  잠비아
  - 4위:  앙골라

##### WAFU
- 7월 10일 ~ 23일:  가나에서 2025년 WAFU 존 B U20 남자 컵

#### CONCACAF
- 3월 20일 ~ 23일:  미국에서 2025년 CONCACAF 네이션스리그 결선 토너먼트
  - :  멕시코
  - :  파나마
  - :  캐나다
  - 4위:  미국
- 6월 14일 ~ 7월 6일:  미국 및  캐나다에서 2025년 CONCACAF 골드컵
  - :  멕시코
  - :  미국

#### CONMEBOL
- 1월 23일 ~ 2월 16일:  베네수엘라에서 2025년 남아메리카 U-20 챔피언십
  - :  브라질
  - :  아르헨티나
  - :  콜롬비아
  - 4위:  파라과이
- 3월 27일 ~ 4월 12일:  콜롬비아에서 2025년 남아메리카 U-17 챔피언십
  - :  브라질
  - :  콜롬비아
  - :  베네수엘라
  - 4위:  칠레

#### OFC
- 8월 15일 ~ 30일:  솔로몬 제도에서 2025년 OFC U-16 남자 챔피언십

#### UEFA
- 6월 4일 ~ 8일:  독일에서 2025년 UEFA 네이션스리그 결선 토너먼트
  - :  포르투갈
  - :  스페인
  - :  프랑스
  - 4위:  독일
- 5월 19일 ~ 6월 1일:  알바니아에서 2025년 UEFA U-17 유럽 축구 선수권 대회
  - :  포르투갈
  - :  프랑스
- 6월 11일 ~ 28일:  슬로바키아에서 2025년 UEFA U-21 유럽 축구 선수권 대회
  - :  잉글랜드
  - :  독일
- 6월 13일 ~ 26일:  루마니아에서 2025년 UEFA U-19 유럽 축구 선수권 대회
  - :  네덜란드
  - :  스페인
- 7월 17일 ~ 25일:  자그레브에서 2025년 유럽 대학 풋살 선수권 대회

### 남자 풋살 대회
- 1월 9일 ~ 12일:  포레치에서 2025년 풋살 주간 U19 동계 컵
  - : 틀:Fsu
  - : 틀:Fsu
  - : 틀:Fsu
  - 4위: 틀:Fsu
- 1월 21일 ~ 25일:  우마그 및 노비그라드에서 2025년 이스트리아 국가 컵
  - : 틀:Futsal
  - : 틀:Futsal
  - : 틀:Futsal
  - 4위: 틀:Futsal
- 1월 30일 ~ 2월 2일:  인도네시아에서 2025년 풋살 4개국 월드 시리즈
  - : 틀:Futsal
  - : 틀:Futsal
  - : 틀:Futsal
  - 4위: 틀:Futsal
- 2월 17일 ~ 19일:  라스로사스데마드리드에서 2025년 3개국 챌린지
  - : 틀:Futsal
  - : 틀:Futsal
  - : 틀:Futsal
- 3월 5일 ~ 9일:  상조제두스피냐이스에서 2025년 코파 인테르콘티넨탈 데 셀레송
  - : 틀:Futsal
  - : 틀:Futsal
  - : 틀:Futsal
  - 4위: 틀:Futsal
- 4월 3일 ~ 5일:  위린에서 2025년 CFA 국제 풋살 토너먼트
  - : 틀:Futsal
  - : 틀:Futsal
- 4월 11일 ~ 13일:  라바트에서 2025년 국제 풋살 챌린지
  - : 틀:Futsal
  - : 틀:Futsal
  - : 틀:Futsal
  - 4위: 틀:Futsal
- 4월 12일 ~ 13일:  루케 (파라과이)에서 2024년 CONMEBOL 풋살 에볼루션 리그 (결승)
  - : 틀:Futsal
  - : 틀:Futsal
- 4월 28일 ~ 30일:  라스로사스데마드리드에서 2025년 토르네이오 라스 로사스 U-17 풋살
  - : 틀:Fsu
  - : 틀:Fsu
  - : 틀:Fsu
- 6월 18일 ~ 21일:  포레치에서 2025년 풋살 주간 6월 컵
  - : 틀:Futsal
  - : 틀:Futsal
  - : 틀:Futsal
  - 4위: 틀:Futsal
- 6월 24일 ~ 28일:  포레치에서 2025년 풋살 주간 U-19 컵
  - : 틀:Fsu
  - : 틀:Fsu
  - : 틀:Fsu
  - 4위: 틀:Fsu

#### OFC
- 9월 20일 ~ 24일:  솔로몬 제도에서 2025년 OFC 풋살 남자 컵

#### 세계 대회
- 1월 3일 ~ 13일: 틀:나라자료 ZAN 차케차케에서 2025년 마핀두지 컵
  - : 틀:Fbl
  - : 틀:Fbl
  - : 틀:Fbl
  - 4위: 틀:Fbl
- 2월 10일 ~ 14일:  안탈리아에서 2025년 안탈리아 유스 컵
  - :  모로코
  - :  체코
  - :  슬로바키아
  - 4위:  우즈베키스탄
- 2024년 9월 5일 ~ 2025년 3월 25일: 2024-25년 U20 엘리트 리그
  - :  독일
  - :  잉글랜드
  - :  이탈리아
  - 4위:  포르투갈
- 4월 14일 ~ 21일:  프랑스에서 2025년 몽테귀 토너먼트
  - :  프랑스
  - :  포르투갈
  - :  멕시코
  - 4위:  중국
- 5월 18일 ~ 22일:  스위스에서 2025년 FIFA 유스 시리즈
  - :  파라과이
  - :  뉴질랜드
  - :  스위스
  - 4위:  튀니지
- 5월 23일 ~ 25일: 틀:나라자료 세인트마틴 섬 생마르탱에서 2025년 펠리컨 컵
  - : 틀:나라자료 SMN 틀:나라자료 SMN
  - :  세인트키츠 네비스
  - :  앵귈라
- 5월 27일 ~ 31일:  잉글랜드에서 2025년 유니티 컵
  - :  나이지리아
  - :  자메이카
  - :  가나
  - 4위:  트리니다드 토바고
- 6월 1일 ~ 10일:  스위스에서 2025년 U18 UEFA 친선 컵
  - :  미국
  - :  포르투갈
  - :  프랑스
  - 4위:  일본
- 6월 3일 ~ 15일:  프랑스에서 2025년 모리스 르벨로 토너먼트
  - :  프랑스
  - :  사우디아라비아
  - :  덴마크
  - 4위:  멕시코
- 6월 4일 ~ 8일:  일본에서 2025년 U-16 국제 드림 컵
  - :  일본
  - :  프랑스
  - :  코트디부아르
  - 4위:  콜롬비아
- 6월 6일 ~ 10일: 2025년 U-19 발트컵
  - :  라트비아
  - :  리투아니아
  - :  에스토니아
- 6월 7일 ~ 10일:  캐나다에서 2025년 캐나다 실드
  - :  캐나다
  - :  뉴질랜드
  - :  우크라이나
  - 4위:  코트디부아르
- 6월 25일 ~ 29일: 2025년 U-17 발트컵
  - :  라트비아
  - :  핀란드
  - :  리투아니아
  - 4위:  에스토니아
- 7월 4일 ~ 7일:  중국에서 2025년 선양 평화컵
  - :  대한민국
  - :  일본
  - :  중국
  - 4위:  우즈베키스탄
- 7월 9일 ~ 13일:  싱가포르에서 2025년 라이온 시티 컵
  - :  필리핀
  - :  싱가포르
  - :  홍콩
  - 4위:  캄보디아
- 7월 13일 ~ 18일: 틀:나라자료 Orkney 오크니 제도에서 2025년 아일랜드 게임 축구 – 남자 대회
  - 4위:

### 남자 비치 사커 대회

#### FIFA
- 5월 1일 ~ 11일:  세이셸에서 2025년 FIFA 비치 사커 월드컵
  - : 틀:Country data BRA
  - : 틀:Country data BLR
  - : 틀:Country data POR
  - 4위: 틀:Country data SEN

### 여자 국가대표팀

#### FIFA
- 10월 17일 ~ 11월 8일:  모로코에서 2025년 FIFA U-17 여자 월드컵

#### AFC

##### ASEAN
- 6월 9일 ~ 18일:  베트남에서 2025년 아세안 U-19 여자 챔피언십
  - :  태국
  - :  베트남
  - :  인도네시아
  - 4위:  미얀마

##### CAFA
- 3월 4일 ~ 8일:  타지키스탄에서 2025년 CAFA U-17 여자 챔피언십
  - :  우즈베키스탄
  - :  이란
  - :  키르기스스탄
  - 4위:  타지키스탄

##### EAFF
- 7월 9일 ~ 16일:  대한민국에서 2025년 EAFF E-1 풋볼 챔피언십 (여자부)
  - :  대한민국
  - :  중화인민공화국
  - :  일본
  - 4위:  중화 타이베이

##### SAFF
- 7월 11일 ~ 21일:  방글라데시에서 2025년 SAFF U-20 여자 챔피언십

- - :  방글라데시
  - :  네팔
  - :  부탄
  - 4위:  스리랑카

##### WAFF
- 2월 8일 ~ 16일:  사우디아라비아에서 2025년 WAFF U-17 여자 챔피언십
  - :  레바논
  - :  시리아
  - :  요르단
  - 4위:  바레인
- 4월 6일 ~ 12일:  요르단에서 2025년 WAFF U-20 여자 챔피언십
  - :  팔레스타인
  - :  요르단
  - :  시리아
  - 4위:  쿠웨이트

#### CAF

##### CECAFA
- 6월 13일 ~ 21일:  탄자니아에서 2025년 CECAFA 여자 챔피언십
  - :  탄자니아
  - :  케냐
  - :  우간다
  - 4위: 틀:나라자료 브룬디 틀:나라자료 브룬디

##### COSAFA
- 5월 10일 ~ 17일:  빈트후크에서 2025년 COSAFA U-17 여자 챔피언십
  - :  잠비아
  - :  말라위
  - :  모잠비크
  - 4위:  짐바브웨
- 7월 4일 ~ 13일:  나미비아에서 2025년 COSAFA U-20 여자 챔피언십
  - :  잠비아
  - :  남아프리카 공화국
  - :  보츠와나
  - 4위:  나미비아

##### WAFU
- 5월 22일 ~ 31일:  모리타니에서 2025년 WAFU 존 A 여자 컵
  - : 틀:나라자료 Sierra Leone 틀:나라자료 Sierra Leone
  - :  세네갈
  - : 틀:나라자료 Liberia 틀:나라자료 Liberia
  - 4위:  말리
- 11월 3일 ~ 16일:  베냉에서 2025년 WAFU 존 B 여자 컵

#### CONCACAF
- 5월 29일 ~ 6월 8일:  코스타리카에서 2025년 CONCACAF 여자 U-20 챔피언십
  - :  캐나다
  - :  멕시코

#### CONMEBOL
- 4월 30일 ~ 5월 24일:  콜롬비아에서 2025년 남아메리카 U-17 여자 챔피언십
  - :  파라과이
  - :  브라질
  - :  에콰도르
  - 4위:  콜롬비아
- 7월 12일 ~ 8월 2일:  에콰도르에서 2025년 코파 아메리카 페메니나

#### OFC
- 7월 4일 ~ 19일:  피지에서 2025년 OFC 여자 네이션스컵
  - :  솔로몬 제도
  - :  파푸아뉴기니
  - :  사모아
  - 4위:  피지
- 7월 12일 ~ 8월 2일:  에콰도르에서 2025년 코파 아메리카 페메니나

- 8월 1일 ~ 14일:  사모아에서 2025년 OFC U-16 여자 챔피언십
- 9월 21일 ~ 10월 4일: 틀:TAH에서 2025년 OFC U-19 여자 챔피언십

#### UEFA
- 7월 2일 ~ 27일:  스위스에서 UEFA 여자 유로 2025
- 6월 15일 ~ 27일:  폴란드에서 2025년 UEFA 여자 U-19 유럽 축구 선수권 대회
  - :  스페인
  - :  프랑스
- 5월 4일 ~ 17일:  페로 제도에서 2025년 UEFA 여자 U-17 유럽 축구 선수권 대회
  - :  네덜란드
  - :  노르웨이

#### 세계 대회
- 2024년 10월 24일 ~ 2025년 4월 7일: 2024-25년 유럽 U23 리그
  - :  독일
  - :  노르웨이
  - :  네덜란드
  - 4위:  이탈리아
- 2월 11일 ~ 15일:  스페인에서 2025년 MIMA 컵
  - :  잉글랜드
  - :  멕시코
  - :  스웨덴
  - 4위:  캐나다
- 2월 17일 ~ 25일:  네팔에서 2025년 국제 여자 챔피언십
  - :  미얀마
  - :  네팔
  - :  레바논
  - 4위:  키르기스스탄
- 2월 19일 ~ 25일:  스페인에서 2025년 피나타르 컵
  - :  캐나다
  - :  멕시코
  - :  중화인민공화국
  - 4위:  중화 타이베이
- 2월 19일 ~ 26일:  아랍에미리트에서 2025년 핑크 레이디스 컵
  - :  대한민국
  - :  러시아
  - :  우즈베키스탄
  - 4위:  인도
- 2월 19일 ~ 25일:  오스트레일리아에서 2025년 퍼시픽오스 4개국 토너먼트
  - :  오스트레일리아
  - :  태국
  - :  바누아투
  - 4위:  솔로몬 제도
- 2월 20일 ~ 26일:  미국에서 2025년 시빌리브스 컵
  - :  일본
  - :  미국
  - :  콜롬비아
  - 4위:  오스트레일리아
- 3월 31일 ~ 4월 9일:  튀르키예에서 2025년 여자 U18 UEFA 친선 컵
  - :  콜롬비아
  - :  핀란드
  - :  탄자니아
  - 4위:  잠비아
- 4월 5일 ~ 8일:  중국에서 2025년 융촨 국제 토너먼트
  - :  중화인민공화국
  - :  태국
  - :  잠비아
  - 4위:  우즈베키스탄
- 4월 14일 ~ 20일:  프랑스에서 2025년 몽테귀 토너먼트
  - :  일본
  - :  중국
  - :  프랑스
  - 4위:  멕시코
- 5월 27일 ~ 6월 3일:  프랑스에서 2025년 쉬드 레이디스 컵
  - :  프랑스
  - :  일본
  - :  체코
  - 4위:  모로코
- 5월 28일 ~ 6월 3일:  남아프리카 공화국에서 2025년 국가 챌린지
  - :  남아프리카 공화국
  - :  잠비아
  - :  보츠와나
- 5월 28일 ~ 6월 3일:  부탄에서 2025년 여자 3개국 컵
  - :  홍콩
  - :  말레이시아
  - :  부탄
- 7월 2일 ~ 7일: 2025년 여자 U-17 발트컵
  - :  라트비아
  - :  리투아니아
  - :  페로 제도
  - 4위:  에스토니아
- 7월 8일 ~ 12일:  싱가포르에서 2025년 여자 라이온 시티 컵
  - :  대한민국
  - :  싱가포르
  - :  홍콩
  - 4위:  캄보디아
- 7월 13일 ~ 18일: 틀:나라자료 Orkney 오크니 제도에서 2025년 아일랜드 게임 축구 – 여자 대회
  - 4위:

### 여자 풋살 대회

#### AFC
- 5월 7일 ~ 18일:  중국에서 2025년 AFC 여자 풋살 아시안컵
  - : 틀:Fsw
  - : 틀:Fsw
  - : 틀:Fsw
  - 4위: 틀:Fsw

##### CAFA
- 2월 9일 ~ 16일:  타지키스탄에서 2025년 CAFA 여자 풋살 챔피언십
  - : 틀:Fsw
  - : 틀:Fsw
  - : 틀:Fsw
  - 4위: 틀:Fsw

#### CAF
- 4월 22일 ~ 30일:  모로코에서 2025년 여자 풋살 아프리카 네이션스컵
  - : 틀:Fsw
  - : 틀:Fsw
  - : 틀:Fsw
  - 4위: 틀:Fsw

#### CONCACAF
- 4월 28일 ~ 5월 4일:  과테말라에서 2025년 CONCACAF 여자 풋살 챔피언십
  - : 틀:Fsw
  - : 틀:Fsw

#### CONMEBOL
- 3월 22일 ~ 30일:  브라질에서 2025년 코파 아메리카 데 풋살 페메니나
  - : 틀:Fsw
  - : 틀:Fsw
  - : 틀:Fsw
  - 4위: 틀:Fsw

### 여자 국제 풋살 대회
- 2월 11일 ~ 13일:  빌라두콘드에서 2025년 3개국 풋살 여자 토너먼트
  - : 틀:Fsw
  - : 틀:Fsw
  - : 틀:Fsw
- 4월 5일 ~ 7일:  나콘랏차시마에서 2025년 SAT 여자 풋살 챔피언십
  - : 틀:Fsw
  - : 틀:Fsw
  - : 틀:Fsw
  - 4위: 틀:Fsw
- 6월 18일 ~ 22일:  포레치에서 2025년 풋살 주간 여자 6월 컵
  - : 틀:Fsw
  - : 틀:Fsw
  - : 틀:Fsw
  - 4위: 틀:Fsw

## 클럽 대륙별 챔피언

### 남자
| 지역                        | 대회                                   | 지난 챔피언              | 챔피언            | 우승 | 마지막 우승 |
| --------------------------- | -------------------------------------- | ------------------------ | ----------------- | ---- | ----------- |
| AFC (아시아)                | 2024-25년 AFC 챔피언스리그 엘리트      | 알아인                   | 알아흘리          | 1회  | 빈칸        |
| AFC (아시아)                | 2024-25년 AFC 챔피언스리그 투          | 센트럴코스트 매리너스    | 샤르자            | 1회  | 빈칸        |
| AFC (아시아)                | 2024-25년 AFC 챌린지리그               | HTTU 아시가바트 (2014)   | 아르카다그        | 1회  | 빈칸        |
| AFC (아시아)                | 2024-25년 아세안 클럽 챔피언십         | 탬피니스 로버스 (2005)   | 부리람 유나이티드 | 1회  | 빈칸        |
| CAF (아프리카)              | 2024-25년 CAF 챔피언스리그             | 알아흘리                 | 피라미즈          | 1회  | 빈칸        |
| CAF (아프리카)              | 2024-25년 CAF 컨페더레이션컵           | 자말레크                 | RS 베르칸         | 3회  | 2021–22     |
| CAF (아프리카)              | 2025년 CAF 슈퍼컵                      | 자말레크                 |                   |      |             |
| CONCACAF (북중미 및 카리브) | 2025년 CONCACAF 챔피언스컵             | 파추카                   | 크루스 아술       | 7회  | 2013–14     |
| CONCACAF (북중미 및 카리브) | 2025년 리그스컵                        | 콜럼버스 크루            |                   |      |             |
| CONCACAF (북중미 및 카리브) | 2025년 CONCACAF 중앙아메리카 컵        | 알라후엘렌세             |                   |      |             |
| CONCACAF (북중미 및 카리브) | 2025년 CONCACAF 카리브컵               | 카발리어                 |                   |      |             |
| CONCACAF (북중미 및 카리브) | 2025년 CONCACAF 카리브 실드            | 아넷 가든스              |                   |      |             |
| CONMEBOL (남미)             | 2025년 코파 리베르타도레스             | 보타포구                 |                   |      |             |
| CONMEBOL (남미)             | 2025년 코파 수다메리카나               | 라싱                     |                   |      |             |
| CONMEBOL (남미)             | 2025년 레코파 수다메리카나             | 플루미넨시               | 라싱              | 1회  | 빈칸        |
| CONMEBOL (남미)             | 2025년 U-20 코파 리베르타도레스        | 플라멩구                 | 플라멩구          | 2회  | 2024        |
| CONMEBOL (남미)             | 2025년 코파 리베르타도레스 풋살        | 마그누스 풋살            | 페냐롤            | 1회  | 빈칸        |
| OFC (오세아니아)            | 2025년 OFC 챔피언스리그                | 오클랜드 시티            | 오클랜드 시티     | 13회 | 2024        |
| UEFA (유럽)                 | 2024-25년 UEFA 챔피언스리그            | 레알 마드리드            | 파리 생제르맹     | 1회  | 빈칸        |
| UEFA (유럽)                 | 2024-25년 UEFA 유로파리그              | 아탈란타                 | 토트넘 홋스퍼     | 3회  | 1983–84     |
| UEFA (유럽)                 | 2024-25년 UEFA 컨퍼런스리그            | 올림피아코스             | 첼시              | 1회  | 빈칸        |
| UEFA (유럽)                 | 2025년 UEFA 슈퍼컵                     | 레알 마드리드            |                   | 1회  | 빈칸        |
| UEFA (유럽)                 | 2024-25년 UEFA 유스리그                | 올림피아코스             | 바르셀로나        | 3회  | 2017–18     |
| UEFA (유럽)                 | 2024-25년 UEFA 풋살 챔피언스리그       | 팔마 풋살                | 팔마 풋살         | 3회  | 2023–24     |
| UAFA (아랍 국가)            | 2025년 아랍 클럽 챔피언스컵            | 알나스르 (2023)          |                   |      |             |
| UAFA (아랍 국가)            | 2024-25년 AGCFF 걸프 클럽 챔피언스리그 | 알샤바브 알아라비 (2015) | 두호크            | 1회  | 빈칸        |
| FIFA (글로벌)               | 2025년 FIFA 클럽 월드컵                | 맨체스터 시티            | 첼시              | 2회  | 2021        |
| FIFA (글로벌)               | 2025년 FIFA 인터컨티넨탈컵             | 레알 마드리드            |                   | 1회  | 빈칸        |
| FIFA (글로벌)               | 2025년 챌린저컵                        | 파추카                   |                   |      |             |
| FIFA (글로벌)               | 2025년 아메리카 더비                   | 파추카                   |                   |      |             |
| FIFA (글로벌)               | 2025년 아프리카–아시아–태평양컵        | 알아흘리                 |                   |      |             |
| FIFA (글로벌)               | 2025년 U-20 인터컨티넨탈컵             | 플라멩구                 |                   |      |             |

### 여자
| 지역                        | 대회                                | 지난 챔피언            | 챔피언              | 우승 | 마지막 우승 |
| --------------------------- | ----------------------------------- | ---------------------- | ------------------- | ---- | ----------- |
| AFC (아시아)                | 2024-25년 AFC 여자 챔피언스리그     | 초판                   | 우한 장한대학교     | 1회  | 빈칸        |
| CAF (아프리카)              | 2025년 CAF 여자 챔피언스리그        | 틀:나라자료 DRC 마젬베 |                     |      |             |
| CONCACAF (북중미 및 카리브) | 2024-25년 CONCACAF W 챔피언스컵     | 초판                   | 고섬 FC             | 1회  | 빈칸        |
| CONMEBOL (남미)             | 2025년 코파 리베르타도레스 페메니나 | 코린치앙스             |                     |      |             |
| OFC (오세아니아)            | 2025년 OFC 여자 챔피언스리그        | 오클랜드 유나이티드    | 오클랜드 유나이티드 | 2회  | 2024        |
| UEFA (유럽)                 | 2024-25년 UEFA 여자 챔피언스리그    | 바르셀로나             | 아스널              | 2회  | 2006–07     |

## 국내 리그

### AFC
| 국가                   | 리그                                   | 챔피언                     | 준우승             | 우승 | 마지막 우승 |
| ---------------------- | -------------------------------------- | -------------------------- | ------------------ | ---- | ----------- |
| 아프가니스탄           | 2024-25년 아프가니스탄 챔피언스리그    | 아부 무슬림                | 어택 에너지        | 1회  | 빈칸        |
| 오스트레일리아         | 2024-25년 A리그 멘                     | 멜버른 시티                | 멜버른 빅토리      | 2회  | 2020–21     |
| 바레인                 | 2024-25년 바레인 프리미어리그          | 알무하라크                 | 알칼디야           | 35회 | 2017–18     |
| 방글라데시             | 2024-25년 방글라데시 프리미어리그      | 모하메단                   | 다카 아바하니      | 1회  | 빈칸        |
| 브루나이               | 2024-25년 브루나이 슈퍼리그            | 카수카                     | DPMM II            | 2회  | 2023        |
| 부탄                   | 2025년 부탄 프리미어리그               |                            |                    |      |             |
| 캄보디아               | 2024-25년 캄보디아 프리미어리그        | 프레아 칸 리치 스바이 리엥 | 프놈펜 크라운      | 4회  | 2023–24     |
| 중국                   | 중국 슈퍼리그 2025                     |                            |                    |      |             |
| 동티모르               | 2025년 리가 푸테볼 동티모르            |                            |                    |      |             |
| 괌                     | 2025년 괌 사커리그                     |                            |                    |      |             |
| 홍콩                   | 2024-25년 홍콩 프리미어리그            | 다푸                       | 리만               | 2회  | 2018–19     |
| 인도                   | 2024-25년 인도 슈퍼리그                | 모훈 바간                  | 벵갈루루           | 7회  | 2023–24     |
| 인도네시아             | 2024-25년 리가 1                       | 페르십                     | 데와 유나이티드    | 4회  | 2023–24     |
| 이란                   | 2024-25년 페르시안 걸프 프로리그       | 트락토르                   | 세파한             | 1회  | 빈칸        |
| 이라크                 | 2024-25년 이라크 스타스리그            | 알쇼르타                   | 알자우라           | 8회  | 2023–24     |
| 일본                   | J1리그 2025                            |                            |                    |      |             |
| 요르단                 | 2024-25년 요르단 프로리그              | 알후세인                   | 알웨흐다트         | 2회  | 2023–24     |
| 쿠웨이트               | 2024-25년 쿠웨이트 프리미어리그        | 알쿠웨이트                 | 알아라비           | 20회 | 2023–24     |
| 키르기스스탄           | 2025년 키르기스 프리미어리그           |                            |                    |      |             |
| 라오스                 | 2024-25년 라오 리그 1                  | 에즈라                     | 영 엘리펀트        | 1회  | 빈칸        |
| 레바논                 | 2024-25년 레바논 프리미어리그          |                            |                    |      |             |
| 마카오                 | 2025년 리가 드 엘리트                  |                            |                    |      |             |
| 말레이시아             | 2024-25년 말레이시아 슈퍼리그          | 조호르 다룰 탁짐           | 슬랑오르           | 11회 | 2023        |
| 몰디브                 | 2025년 디베히 프리미어리그             |                            |                    |      |             |
| 몽골                   | 2024-25년 몽골 프리미어리그            |                            |                    |      |             |
| 미얀마                 | 2024-25년 미얀마 내셔널리그            | 샨 유나이티드              | 양곤 유나이티드    | 6회  | 2023        |
| 북마리아나 제도        | 2025년 마리아나스 사커 리그 1 봄       | 카노아                     | MP 유나이티드      | 2회  | 2024년 봄   |
| 네팔                   | 2025년 네팔 슈퍼리그                   | 랄리트푸르 시티            | 포카라 선더스      | 2회  | 2023–24     |
| 조선민주주의인민공화국 | 2024-25년 프리미어 풋볼 리그           |                            |                    |      |             |
| 오만                   | 2024-25년 오만 프로리그                | 알시브                     | 알나흐다           | 4회  | 2023–24     |
| 필리핀                 | 2024-25년 필리핀 풋볼 리그             | 카야-일로일로              | 마닐라 디거        | 3회  | 2024        |
| 필리핀                 | 2024-25년 필리핀 풋볼 리그 결승 시리즈 | 다이내믹 허브 세부         | 마닐라 디거        | 1회  | 빈칸        |
| 카타르                 | 2024-25년 카타르 스타스리그            | 알사드                     | 알두하일           | 18회 | 2023–24     |
| 사우디아라비아         | 2024-25년 사우디 프로리그              | 알이티하드                 | 알힐랄             | 10회 | 2022–23     |
| 싱가포르               | 2024-25년 싱가포르 프리미어리그        | 라이언 시티 세일러스       | BG 탬피니스 로버스 | 4회  | 2021        |
| 스리랑카               | 2025년 스리랑카 슈퍼리그               |                            |                    |      |             |
| 대한민국               | 2025년 K리그1                          |                            |                    |      |             |
| 시리아                 | 2024-25년 시리아 프리미어리그          | 알이티하드 알레포          | 알카라마           | 7회  | 2004–05     |
| 타지키스탄             | 2025년 타지키스탄 최상위 리그          |                            |                    |      |             |
| 태국                   | 2024-25년 타이 리그 1                  | 부리람 유나이티드          | 방콕 유나이티드    | 11회 | 2023-24     |
| 투르크메니스탄         | 2025년 요카리 리가                     |                            |                    |      |             |
| 아랍에미리트           | 2024-25년 UAE 프로리그                 | 샤바브 알아흘리            | 샤르자             | 9회  | 2022–23     |
| 우즈베키스탄           | 2025년 우즈베키스탄 슈퍼리그           |                            |                    |      |             |
| 베트남                 | 2024-25년 V리그 1                      | 텝싸인 남딘                | 하노이             | 3회  | 2023-24     |

### CAF
| 국가                                 | 리그                                    | 챔피언               | 준우승           | 우승 | 마지막 우승 |
| ------------------------------------ | --------------------------------------- | -------------------- | ---------------- | ---- | ----------- |
| 알제리                               | 2024-25년 알제리 리그 프로페시오넬 1    | MC 알제              | CR 벨루이즈다드  | 9회  | 2023–24     |
| 보츠와나                             | 2024-25년 보츠와나 프리미어리그         | 가보로네 유나이티드  | TAFIC            | 8회  | 2021–22     |
| 부르키나파소                         | 2024-25년 부르키나베 프리미어리그       | 라히모               |                  | 2회  | 2018–19     |
| 부룬디                               | 2024-25년 부룬디 리가 A                 | 아이글 누아르 마캄바 | 무송가티         | 2회  | 2018–19     |
| 카메룬                               | 2024-25년 엘리트 원                     |                      |                  |      |             |
| 콩고 민주 공화국                     | 2024-25년 리나푸트                      |                      |                  |      |             |
| 이집트                               | 2024-25년 이집트 프리미어리그           | 알아흘리             | 피라미즈         | 45회 | 2023–24     |
| 틀:나라자료 Eswatini 에스와티니      | 2024-25년 에스와티니 프리미어리그       |                      |                  |      |             |
| 에티오피아                           | 2024-25년 에티오피아 프리미어리그       |                      |                  |      |             |
| 가나                                 | 2024-25년 가나 프리미어리그             |                      |                  |      |             |
| 틀:나라자료 Ivory Coast 코트디부아르 | 2024-25년 리그 1 (코트디부아르)         | 스타드 다비장        | ASEC 미모자      | 6회  | 1969        |
| 케냐                                 | 2024-25년 케냐 프리미어리그             |                      |                  |      |             |
| 레소토                               | 2024-25년 레소토 프리미어리그           | 리오리               | 마트라마         | 7회  | 2023–24     |
| 리비아                               | 2024-25년 리비아 프리미어리그           |                      |                  |      |             |
| 말리                                 | 2024-25년 말리안 프리미어 디비전        |                      |                  |      |             |
| 모리타니                             | 2024-25년 리그 1 모리타니               | FC 누아디부          |                  | 14회 | 2023–24     |
| 모로코                               | 2024-25년 보톨라                        | RS 베르칸            | FAR 라바트       | 1회  | 빈칸        |
| 나미비아                             | 2024-25년 나미비아 프리미어십           |                      |                  |      |             |
| 나이지리아                           | 2024-25년 나이지리아 프리미어 풋볼 리그 | 레모 스타스          |                  | 1회  | 빈칸        |
| 르완다                               | 2024-25년 르완다 프리미어리그           | APR                  | 레이욘 스포츠    | 23회 | 2023–24     |
| 남아프리카 공화국                    | 2024-25년 남아프리카 프리미어십         | 마멜로디 선다운스    | 올랜도 파이리츠  | 15회 | 2023–24     |
| 탄자니아                             | 2024-25년 탄자니아 프리미어리그         |                      |                  |      |             |
| 튀니지                               | 2024-25년 튀니지 리그 프로페시오넬 1    | ES 튀니스            | US 모나스티르    | 34회 | 2023–24     |
| 우간다                               | 2024-25년 우간다 프리미어리그           | 바이퍼스             | NEC              | 7회  | 2022–23     |
| 잠비아                               | 2024-25년 잠비아 슈퍼리그               | 파워 디나모스        | ZESCO 유나이티드 | 8회  | 2022–23     |
| 짐바브웨                             | 2025년 짐바브웨 프리미어 사커 리그      |                      |                  |      |             |

### CONCACAF
| 국가              | 리그                                   | 챔피언               | 준우승             | 우승 | 마지막 우승       |
| ----------------- | -------------------------------------- | -------------------- | ------------------ | ---- | ----------------- |
| 벨리즈            | 2025년 클로징                          | 베르데스             | 산 페드로 파이리츠 | 9회  | 2023년 클로징     |
| 벨리즈            | 2025년 오프닝                          |                      |                    |      |                   |
| 캐나다            | 2025년 캐나다 프리미어리그             |                      |                    |      |                   |
| 코스타리카        | 2025년 리가 FPD 클라우수라             | 에레디아노           | 알라후엘렌세       | 31회 | 2024년 아페르투라 |
| 코스타리카        | 2025년 리가 FPD 아페르투라             |                      |                    |      |                   |
| 쿠바              | 2024-25년 쿠바 전국 축구 선수권 대회   | 라 아바나            | 관타나모           | 1회  | 빈칸              |
| 도미니카 공화국   | 2025년 도미니카 공화국 축구 리그       |                      |                    |      |                   |
| 엘살바도르        | 2025년 토르네오 클라우수라             | 알리안사 FC          | 무니시팔 리메뇨    | 19회 | 2023-24           |
| 엘살바도르        | 2025년 토르네오 아페르투라             |                      |                    |      |                   |
| 아이티            | 2025년 D1 스페셜 챔피언십              | 유벤투스 데스 카예스 | AS 카푸아즈        | 1회  | 빈칸              |
| 과테말라          | 2025년 과테말라 전국 리그 클라우수라   | 안티과               | 무니시팔           | 5회  | 2018–19           |
| 과테말라          | 2025년 과테말라 전국 리그 아페르투라   |                      |                    |      |                   |
| 온두라스          | 2025년 리그 나시오날 클라우수라        | 올림피아             | 레알 에스파냐      | 39회 | 2024년 클라우수라 |
| 온두라스          | 2025년 리그 나시오날 아페르투라        |                      |                    |      |                   |
| 자메이카          | 2024-25년 자메이카 프리미어리그        | 카발리어             | 마운트 플레전트    | 3회  | 2023–24           |
| 멕시코            | 2025년 리가 MX 클라우수라              | 톨루카               | 아메리카           | 11회 | 2009–10           |
| 멕시코            | 2025년 리가 MX 아페르투라              |                      |                    |      |                   |
| 니카라과          | 2025년 리가 프리메라 클라우수라        | 마나과               | 레알 에스텔리      | 2회  | 2018년 아페르투라 |
| 니카라과          | 2025년 리가 프리메라 아페르투라        |                      |                    |      |                   |
| 파나마            | 2025년 리가 파나메냐 아페르투라        | 플라사 아마도르      | 산프란시스코       | 8회  | 2021년 아페르투라 |
| 파나마            | 2025년 리가 파나메냐 클라우수라        |                      |                    |      |                   |
| 푸에르토리코      | 2024-25년 리가 푸에르토리코 클라우수라 |                      |                    |      |                   |
| 수리남            | 2025년 수리남 메이저리그               |                      |                    |      |                   |
| 트리니다드 토바고 | 2024-25년 TT 프리미어 풋볼 리그        | 디펜스 포스          | 센트럴 FC          | 25회 | 2023              |
| 미국              | 2025년 메이저 리그 사커 시즌           |                      |                    |      |                   |

### CONMEBOL
| 국가       | 리그                                           | 챔피언     | 준우승        | 우승 | 마지막 우승         |
| ---------- | ---------------------------------------------- | ---------- | ------------- | ---- | ------------------- |
| 아르헨티나 | 2025년 아르헨티나 프리메라 디비시온 아페르투라 | 플라텐세   | 우라칸        | 1회  | 빈칸                |
| 아르헨티나 | 2025년 아르헨티나 프리메라 디비시온 클라우수라 |            |               |      |                     |
| 볼리비아   | 2025년 볼리비아 프리메라 디비시온              |            |               |      |                     |
| 브라질     | 2025년 캄페오나투 브라질레이루 세리이 A        |            |               |      |                     |
| 칠레       | 2025년 칠레 프리메라 디비시온                  |            |               |      |                     |
| 콜롬비아   | 2025년 카테고리아 프리메라 A 아페르투라        | 산타페     | 메데인        | 10회 | 2016년 피날리사시온 |
| 콜롬비아   | 2025년 카테고리아 프리메라 A 피날리사시온      |            |               |      |                     |
| 에콰도르   | 2025년 에콰도르 세리이 A                       |            |               |      |                     |
| 파라과이   | 2025년 파라과이 프리메라 디비시온 아페르투라   | 리베르타드 | 세로 포르테뇨 | 26회 | 2024년 아페르투라   |
| 파라과이   | 2025년 파라과이 프리메라 디비시온 클라우수라   |            |               |      |                     |
| 페루       | 2025년 리가 1                                  |            |               |      |                     |
| 우루과이   | 2025년 우루과이 프리메라 디비시온              |            |               |      |                     |
| 베네수엘라 | 2025년 베네수엘라 프리메라 디비시온            |            |               |      |                     |

### OFC
| 국가     | 리그                       | 챔피언 | 준우승 | 우승 | 마지막 우승 |
| -------- | -------------------------- | ------ | ------ | ---- | ----------- |
| 뉴질랜드 | 2025년 뉴질랜드 내셔널리그 |        |        |      |             |

### UEFA
| 국가                                     | 리그                                         | 챔피언                   | 준우승                     | 우승 | 마지막 우승 |
| ---------------------------------------- | -------------------------------------------- | ------------------------ | -------------------------- | ---- | ----------- |
| 알바니아                                 | 2024-25년 카테고리아 수페리오레              | 에그나티아               | 블라즈니아                 | 2회  | 2023–24     |
| 안도라                                   | 2024-25년 프리메라 디비시옹                  | 인테르 클루브 데스칼데스 | 아틀레틱 클루브 데스칼데스 | 4회  | 2021–22     |
| 아르메니아                               | 2024-25년 아르메니아 프리미어리그            | 노아                     | 아라라트-아르메니아        | 1회  | 빈칸        |
| 오스트리아                               | 2024-25년 오스트리아 분데스리가              | 슈투름 그라츠            | 레드불 잘츠부르크          | 5회  | 2023–24     |
| 아제르바이잔                             | 2024-25년 아제르바이잔 프리미어리그          | 가라바흐                 | 지라                       | 12회 | 2023–24     |
| 벨라루스                                 | 2025년 벨라루스 프리미어리그                 |                          |                            |      |             |
| 벨기에                                   | 2024-25년 벨기에 프로리그                    | 루아얄 위니옹 생질루아즈 | 클뤼프 브뤼허              | 12회 | 1934–35     |
| 보스니아 헤르체고비나                    | 2024-25년 보스니아 헤르체고비나 프리미어리그 | 즈린스키 모스타르        | 보라츠 바냐루카            | 9회  | 2022–23     |
| 불가리아                                 | 2024-25년 1부 프로 축구 리그                 | 루도고레츠 라즈그라드    | 레프스키 소피아            | 14회 | 2023–24     |
| 크로아티아                               | 2024-25년 크로아티아 축구 리그               | 리예카                   | 디나모 자그레브            | 2회  | 2016–17     |
| 키프로스                                 | 2024-25년 키프로스 1부 리그                  | 파포스                   | 아리스 리마솔              | 1회  | 빈칸        |
| 체코                                     | 2024-25년 체코 1부 리그                      | 슬라비아 프라하          | 빅토리아 플젠              | 8회  | 2020–21     |
| 덴마크                                   | 2024-25년 덴마크 수페르리가                  | 코펜하겐                 | 미트윌란                   | 16회 | 2022–23     |
| 잉글랜드                                 | 프리미어리그 2024-25                         | 리버풀                   | 아스널                     | 20회 | 2019–20     |
| 에스토니아                               | 2025년 메이스트릴리가                        |                          |                            |      |             |
| 페로 제도                                | 2025년 페로 제도 프리미어리그                |                          |                            |      |             |
| 틀:나라자료 Finland 핀란드               | 2025년 베이카우스리가                        |                          |                            |      |             |
| 프랑스                                   | 리그 1 2024-25                               | 파리 생제르맹            | 마르세유                   | 13회 | 2023–24     |
| 조지아                                   | 2025년 에로브눌리 리가                       |                          |                            |      |             |
| 독일                                     | 분데스리가 2024-25                           | 바이에른 뮌헨            | 바이어 레버쿠젠            | 34회 | 2022–23     |
| 지브롤터                                 | 2024-25년 지브롤터 축구 리그                 | 링컨 레드 임프스         | 세인트 조지프스            | 29회 | 2023–24     |
| 그리스                                   | 2024-25년 수페르리가 그리스                  | 올림피아코스             | 파나티나이코스             | 48회 | 2021–22     |
| 헝가리                                   | 2024-25년 넴제티 버이녹샤그 I                | 페렌츠바로시             | 푸슈카시 아카데미아        | 36회 | 2023–24     |
| 아이슬란드                               | 2025년 베스타 데일드 칼라                    |                          |                            |      |             |
| 이스라엘                                 | 2024-25년 이스라엘 프리미어리그              | 마카비 텔아비브          | 하포엘 베르셰바            | 26회 | 2023–24     |
| 이탈리아                                 | 세리에 A 2024-25                             | 나폴리                   | 인테르 밀란                | 4회  | 2022–23     |
| 카자흐스탄                               | 2025년 카자흐스탄 프리미어리그               |                          |                            |      |             |
| 코소보                                   | 2024-25년 코소보 축구 슈퍼리그               | 드히타                   | 발카니                     | 4회  | 2019–20     |
| 라트비아                                 | 2025년 라트비아 최상위 리그                  |                          |                            |      |             |
| 리투아니아                               | 2025년 A 리가                                |                          |                            |      |             |
| 룩셈부르크                               | 2024-25년 룩셈부르크 내셔널 디비전           | 디페르당주 03            | UNA 슈트라센               | 2회  | 2023–24     |
| 몰타                                     | 2024-25년 몰타 프리미어리그                  | 함룬 스파르탄스          | 비르키르카라               | 11회 | 2023–24     |
| 몰도바                                   | 2024-25년 몰도바 수페르 리가                 | 밀사미 오르헤이          | 셰리프 티라스폴            | 2회  | 2014–15     |
| 몬테네그로                               | 2024-25년 몬테네그로 1부 리그                | 부두치노스트 포드고리차  | 페트로바치                 | 7회  | 2022–23     |
| 네덜란드                                 | 2024-25년 에레디비시                         | PSV 에인트호번           | 아약스                     | 26회 | 2023–24     |
| 틀:나라자료 North Macedonia 북마케도니아 | 2024-25년 마케도니아 1부 축구 리그           | 슈켄디야                 | 실렉스                     | 5회  | 2020–21     |
| 북아일랜드                               | 2024-25년 NIFL 프리미어십                    | 린필드                   | 라른                       | 57회 | 2021–22     |
| 노르웨이                                 | 2025년 엘리테세리엔                          |                          |                            |      |             |
| 폴란드                                   | 2024-25년 엑스트라클라사                     | 레흐 포즈난              | 라쿠프 쳉스토호바          | 9회  | 2021–22     |
| 포르투갈                                 | 2024-25년 프리메이라 리가                    | 스포르팅 CP              | 벤피카                     | 21회 | 2023–24     |
| 아일랜드                                 | 2025년 아일랜드 리그 프리미어 디비전         |                          |                            |      |             |
| 루마니아                                 | 2024-25년 리가 I                             | FCSB                     | CFR 클루지                 | 28회 | 2023–24     |
| 러시아                                   | 2024-25년 러시아 프리미어리그                | 크라스노다르             | 제니트 상트페테르부르크    | 1회  | 빈칸        |
| 산마리노                                 | 2024-25년 캄피오나토 산마리네세 디 칼초      | 비르투스                 | 라 피오리타                | 2회  | 2023–24     |
| 스코틀랜드                               | 2024-25년 스코틀랜드 프리미어십              | 셀틱                     | 레인저스                   | 55회 | 2023–24     |
| 세르비아                                 | 2024-25년 세르비아 수페르리가                | 레드 스타 베오그라드     | 파르티잔                   | 36회 | 2023–24     |
| 슬로바키아                               | 2024-25년 슬로바키아 1부 축구 리그           | 슬로반 브라티슬라바      | 질리나                     | 15회 | 2023–24     |
| 슬로베니아                               | 2024-25년 슬로베니아 1부 리그                | 올림피야 류블랴나        | 마리보르                   | 4회  | 2022–23     |
| 스페인                                   | 라리가 2024-25                               | 바르셀로나               | 레알 마드리드              | 28회 | 2022–23     |
| 스웨덴                                   | 2025년 알스벤스칸                            |                          |                            |      |             |
| 스위스                                   | 2024-25년 스위스 슈퍼리그                    | 바젤                     | 세르베트                   | 21회 | 2016–17     |
| 튀르키예                                 | 2024-25년 쉬페르리그                         | 갈라타사라이             | 페네르바흐체               | 25회 | 2023–24     |
| 우크라이나                               | 2024-25년 우크라이나 프리미어리그            | 디나모 키이우            | 올렉산드리야               | 17회 | 2020–21     |
| 웨일스                                   | 2024-25년 심루 프리미어                      | 더 뉴 세인츠             | 페니본트                   | 17회 | 2023–24     |

## 국내 컵

### AFC
| 국가           | 컵                                 | 챔피언               | 최종 점수         | 준우승                   | 우승 | 마지막 우승 |
| -------------- | ---------------------------------- | -------------------- | ----------------- | ------------------------ | ---- | ----------- |
| 오스트레일리아 | 2025년 오스트레일리아컵            |                      |                   |                          |      |             |
| 바레인         | 2024-25년 바레인 킹스컵            | 알칼디야             | 3–2               | 시트라                   | 2회  | 2021–22     |
| 바레인         | 2025년 칼레드 빈 하마드 컵         | 알칼디야             | 1–0               | 알리파                   | 1회  | 빈칸        |
| 중국           | 2025년 중국 FA 슈퍼컵              | 상하이 선화          | 3–2               | 상하이 하이강            | 5회  | 2024        |
| 홍콩           | 2024-25년 홍콩 FA컵                | 이스턴               | 3–1               | 홍콩 레인저스            | 7회  | 2023–24     |
| 홍콩           | 2024-25년 홍콩 시니어 챌린지 실드  | 이스턴               | 1–0               | 리만                     | 12회 | 2019–20     |
| 인도           | 2025년 칼링가 슈퍼컵               | 고아                 | 3–0               | 잠셰드푸르               | 2회  | 2019        |
| 이라크         | 2024-25년 이라크 FA컵              | 두호크               | (연) 0–0 (5–3 승) | 자코                     | 1회  | 빈칸        |
| 이라크         | 2025년 이라크 슈퍼컵               |                      |                   |                          |      |             |
| 일본           | 2025년 천황배                      |                      |                   |                          |      |             |
| 일본           | 2025년 일본 슈퍼컵                 | 산프레체 히로시마    | 2–0               | 비셀 고베                | 5회  | 2016        |
| 요르단         | 2024-25년 요르단 FA컵              | 알웨흐다트           | (3–1 승) 0–0      | 알후세인                 | 13회 | 2023–24     |
| 요르단         | 2025년 요르단 슈퍼컵               |                      |                   |                          |      |             |
| 쿠웨이트       | 2024-25년 쿠웨이트 크라운 프린스컵 | 쿠웨이트             | (연) 1–0          | 알아라비 SC              | 10회 | 2020–21     |
| 쿠웨이트       | 2024-25년 쿠웨이트 에미르컵        |                      |                   |                          |      |             |
| 쿠웨이트       | 2024-25년 쿠웨이트 슈퍼컵          | 알쿠웨이트           | (7–6 승) 1–1      | 알카디시야               | 8회  | 2023–24     |
| 키르기스스탄   | 2025년 키르기스스탄 슈퍼컵         | 압디시-아타          | (4–3 승) 0–0      | 무라스 유나이티드        | 2회  | 2016        |
| 말레이시아     | 2024-25년 말레이시아 FA컵          | 조호르 다룰 탁짐     | 6–1               | 슬랑오르                 | 4회  | 2023        |
| 말레이시아     | 2024-25년 말레이시아컵             | 조호르 다룰 탁짐     | 2–1               | 스리 파항                | 5회  | 2023        |
| 말레이시아     | 2024-25년 MFL 챌린지컵             | 슬랑오르             | 7–2               | PDRM                     | 1회  | 빈칸        |
| 오만           | 2024-25년 오만 프로리그컵          | 알시브               | 2–1               | 바흘라                   | 4회  | 2023–24     |
| 오만           | 2024-25년 술탄 카부스컵            | 알샤바브             | 1–0               | 알시브                   | 1회  | 빈칸        |
| 카타르         | 2025년 카타르컵                    | 알사드               | (연) 2–2 (4–3 승) | 알두하일                 | 9회  | 2021        |
| 카타르         | 2025년 카타르 에미르컵             | 알가라파             | 2–1               | 알라이얀                 | 8회  | 2012        |
| 사우디아라비아 | 2024-25년 국왕컵                   | 알이티하드           | 3–1               | 알카디시아               | 10회 | 2018        |
| 싱가포르       | 2024-25년 싱가포르컵               | 라이언 시티 세일러스 | 1–0               | 탬피니스 로버스          | 8회  | 2023        |
| 태국           | 2024-25년 타이 FA컵                | 부리람 유나이티드    | 3–2               | 무앙통 유나이티드        | 7회  | 2022–23     |
| 태국           | 2024-25년 타이 리그컵              | 부리람 유나이티드    | 2–0               | 람푼 워리어스            | 8회  | 2022–23     |
| 타지키스탄     | 2025년 타지키스탄컵                | 이스티클롤           | 2–0               | CSKA 파미르 두샨베       | 11회 | 2023        |
| 타지키스탄     | 2025년 타지크 슈퍼컵               | 이스티클롤           | (연) 1–1 (5–4 승) | 레가르 타다즈 투르순조다 | 13회 | 2024        |
| 아랍에미리트   | 2024-25년 UAE 프레지던트컵         | 샤바브 알아흘리      | 2–1               | 샤르자                   | 11회 | 2020–21     |

### CAF
| 국가              | 컵                       | 챔피언                          | 최종 점수         | 준우승              | 우승 | 마지막 우승 |
| ----------------- | ------------------------ | ------------------------------- | ----------------- | ------------------- | ---- | ----------- |
| 알제리            | 2024-25년 알제리컵       | USM 알제                        | 2–0               | CR 벨루이즈다드     | 9회  | 2012–13     |
| 알제리            | 2024년 알제리 슈퍼컵     | MC 알제                         | (4–3 승) 2–2      | CR 벨루이즈다드     | 4회  | 2014        |
| 보츠와나          | 2025년 보츠와나 FA컵     | 주와넹 갤럭시                   | 2–0               | 시큐리티 시스템스   | 2회  | 2024        |
| 부르키나파소      | 2024-25년 부르키나파소컵 | 라히모                          | (3–1 승) 1–1      | 스포르팅 카스케이즈 | 2회  | 2019        |
| 부룬디            | 2025년 부룬디컵          | 플랑보 뒤 상트르                | 1–0               | 무송가티            | 1회  | 빈칸        |
| 이집트            | 2024-25년 이집트컵       | 자말레크                        | (8–7 승) 1–1      | 피라미즈            | 29회 | 2020–21     |
| 코트디부아르      | 2025년 코트디부아르 컵   | 상 페드로                       | (연) 1–1 (4–2 승) | RC 아비장           | 2회  | 2019        |
| 에티오피아        | 2025년 에티오피아컵      | 시다마 커피                     | 2–1               | 월라이타 디차       | 1회  | 빈칸        |
| 말리              | 2025년 말리안컵          | 스타드 말리앵                   | 1–0               | 졸리바 AC           | 24회 | 2023        |
| 모로코            | 2024-25년 모로코 왕위컵  | 올림픽 클럽 사피                | (연) 1–1 (6–5 승) | RS 베르칸           | 1회  | 빈칸        |
| 르완다            | 2025년 히어로즈컵        | APR                             | (연) 0–0 (4–2 승) | 폴리스              | —    | —           |
| 남아프리카 공화국 | 2024-25년 네드뱅크컵     | 카이저 치프스                   | 2–1               | 올랜도 파이리츠     | 14회 | 2012–13     |
| 튀니지            | 2023-24년 튀니지 슈퍼컵  | 에스페랑스 스포르티브 드 튀니스 | 2–0               | 스타드 튀니지앵     | 7회  | 2020–21     |
| 우간다            | 2024-25년 우간다컵       | 바이퍼스                        | 2–0               | KCCA FC             | 4회  | 2023        |
| 잠비아            | 2025년 ABSA컵            | ZESCO 유나이티드                | (4–2 승) 1–1      | 레드 애로우즈       | 7회  | 2019        |
| 짐바브웨          | 2025년 짐바브웨 챌린지컵 | 디나모스                        | (연) 1–1 (5–3 승) | 심바 보라           | 1회  | 빈칸        |

### CONCACAF
| 국가              | 컵                                | 챔피언            | 최종 점수 | 준우승                 | 우승 | 마지막 우승 |
| ----------------- | --------------------------------- | ----------------- | --------- | ---------------------- | ---- | ----------- |
| 캐나다            | 2025년 캐나다 챔피언십            |                   |           |                        |      |             |
| 코스타리카        | 2024-25년 코스타리카컵            | LD 알라후엘렌세   | 1–0       | 푼타레나스             | 2회  | 2023        |
| 멕시코            | 2025년 캄페온 데 캄페오네스       | 톨루카            | 3–1       | 아메리카               | 5회  | 2006        |
| 니카라과          | 2025년 코파 프리메라              | 디리앙엔          | 2–1       | 레알 에스텔리          | 3회  | 2024        |
| 세인트키츠 네비스 | 2025년 세인트키츠 네비스 내셔널컵 | 빌리지 슈퍼스타스 | 1–0       | 세인트 폴스 유나이티드 | 5회  | 2017        |
| 미국              | 2025년 U.S. 오픈컵                |                   |           |                        |      |             |

### CONMEBOL
| 국가       | 컵                                   | 챔피언               | 최종 점수         | 준우승                | 우승 | 마지막 우승 |
| ---------- | ------------------------------------ | -------------------- | ----------------- | --------------------- | ---- | ----------- |
| 아르헨티나 | 2025년 코파 아르헨티나               |                      |                   |                       |      |             |
| 아르헨티나 | 2023년 수페르코파 인테르나시오날     | 타예레스 (C)         | (3–2 승) 0–0      | 리버 플레이트         | 1회  | 빈칸        |
| 볼리비아   | 2025년 코파 볼리비아                 |                      |                   |                       | 1회  | 빈칸        |
| 볼리비아   | 2025년 토르네오 아미스토소 데 베라노 | 볼리바르             | 6–2               | 블루밍                | 1회  | 빈칸        |
| 브라질     | 2025년 코파 두 브라질                |                      |                   |                       |      |             |
| 브라질     | 2025년 수페르코파 두 브라질          | 플라멩구             | 3–1               | 보타포구              | 3회  | 2021        |
| 칠레       | 2025년 코파 칠레                     |                      |                   |                       |      |             |
| 칠레       | 2025년 수페르코파 데 칠레            |                      |                   |                       |      |             |
| 콜롬비아   | 2025년 수페르리가 콜롬비아나         | 아틀레티코 나시오날  | (4–3 승) 1–1      | 아틀레티코 부카라망가 | 4회  | 2023        |
| 에콰도르   | 2025년 수페르코파 에콰도르           | LDU 키토             | (5–4 승) 0–0      | 엘 나시오날           | 3회  | 2021        |
| 파라과이   | 2024년 수페르코파 파라과이           | 리베르타드           | 2–1               | 올림피아              | 2회  | 2023        |
| 우루과이   | 2025년 수페르코파 우루과야           | 나시오날             | 2–1               | 페냐롤                | 3회  | 2021        |
| 베네수엘라 | 2025년 수페르코파 데 베네수엘라      | 데포르티보 라 과이라 | (연) 1–1 (4–1 승) | 데포르티보 타치라     | 1회  | 빈칸        |

### OFC
| 국가     | 컵                      | 챔피언 | 최종 점수         | 준우승 | 우승 | 마지막 우승 |
| -------- | ----------------------- | ------ | ----------------- | ------ | ---- | ----------- |
| 피지     | 2025년 챔피언 대 챔피언 | 레와   | 4–0               | 라바사 | 2회  | 2010        |
| 피지     | 2025년 피지 FA컵        | 라바사 | (연) 1–1 (3–1 승) | 레와   | 5회  | 2024        |
| 뉴질랜드 | 2025년 채텀컵           |        |                   |        |      |             |

### UEFA
| 국가                  | 컵                                     | 챔피언                   | 최종 점수         | 준우승                     | 우승 | 마지막 우승 |
| --------------------- | -------------------------------------- | ------------------------ | ----------------- | -------------------------- | ---- | ----------- |
| 알바니아              | 2024-25년 알바니아컵                   | 디나모 시티              | (5–4 승) 2–2      | 에그나티아                 | 14회 | 2002–03     |
| 알바니아              | 2025년 알바니아 슈퍼컵                 |                          |                   |                            |      |             |
| 안도라                | 2025년 코파 콘스티투시오               | 인테르 클루브 데스칼데스 | 1–0               | 아틀레틱 클루브 데스칼데스 | 3회  | 2023        |
| 안도라                | 2025년 안도라 슈퍼컵                   |                          |                   |                            |      |             |
| 아르메니아            | 2024-25년 아르메니아컵                 | 노아                     | 3–1               | 아라라트-아르메니아        | 2회  | 2019–20     |
| 아르메니아            | 2025년 아르메니아 슈퍼컵               |                          |                   |                            |      |             |
| 오스트리아            | 2024-25년 오스트리아컵                 | 볼프스베르거 AC          | 1–0               | 하르트베르크               | 1회  | 빈칸        |
| 아제르바이잔          | 2024-25년 아제르바이잔컵               | 사바흐                   | (연) 3–2          | 가라바흐                   | 1회  | 빈칸        |
| 아제르바이잔          | 2025년 아제르바이잔 슈퍼컵             |                          |                   |                            |      |             |
| 벨라루스              | 2024-25년 벨라루스컵                   | 네만 흐로드나            | 3–0               | 토르페도-벨라스 조지나     | 3회  | 2023–24     |
| 벨라루스              | 2025년 벨라루스 슈퍼컵                 | 디나모 민스크            | 2–0               | 네만 흐로드나              | 1회  | 빈칸        |
| 벨기에                | 2024-25년 벨기에컵                     | 클뤼프 브뤼허            | 2–1               | 안데를레흐트               | 12회 | 2014–15     |
| 벨기에                | 2025년 벨기에 슈퍼컵                   | 클뤼프 브뤼허            | 2–1               | 루아얄 위니옹 생질루아즈   | 18회 | 2022        |
| 보스니아 헤르체고비나 | 2024-25년 보스니아 헤르체고비나 축구컵 | 사라예보                 | 5–1               | 시로키브리예그             | 8회  | 2020–21     |
| 보스니아 헤르체고비나 | 2024년 보스니아 헤르체고비나 슈퍼컵    | 즈린스키 모스타르        | 1–0               | 보라츠 바냐루카            | 1회  | 빈칸        |
| 불가리아              | 2024-25년 불가리아컵                   | 루도고레츠 라즈그라드    | 1–0               | CSKA 소피아                | 4회  | 2022–23     |
| 불가리아              | 2024년 불가리아 슈퍼컵                 | 루도고레츠 라즈그라드    | 3–2               | 보테프 플로브디프          | 8회  | 2023        |
| 크로아티아            | 2024-25년 크로아티아 축구컵            | 리예카                   | (연) 2–1          | 슬라벤 벨루포              | 7회  | 2019–20     |
| 키프로스              | 2024-25년 키프로스컵                   | AEK 라르나카             | (5–4 승) 0–0      | 파포스                     | 3회  | 2017–18     |
| 키프로스              | 2025년 키프로스 슈퍼컵                 |                          |                   |                            |      |             |
| 체코                  | 2024-25년 체코컵                       | 시그마 올로모우츠        | 3–1               | 스파르타 프라하            | 2회  | 2011–12     |
| 덴마크                | 2024-25년 덴마크컵                     | 코펜하겐                 | 3–0               | 실케보르                   | 10회 | 2022–23     |
| 잉글랜드              | 잉글랜드 FA컵 2024-25                  | 크리스털 팰리스          | 1–0               | 맨체스터 시티              | 1회  | 빈칸        |
| 잉글랜드              | 2025년 FA 커뮤니티 실드                |                          |                   |                            |      |             |
| 잉글랜드              | 2024-25년 EFL컵                        | 뉴캐슬 유나이티드        | 2–1               | 리버풀                     | 1회  | 빈칸        |
| 에스토니아            | 2025년 에스토니아 슈퍼컵               | FCI 레바디아             | 3–2               | 넘메 칼리우                | 9회  | 2022        |
| 에스토니아            | 2024-25년 에스토니아컵                 | 넘메 칼리우              | (4–1 승) 3–3      | FCI 레바디아               | 2회  | 2014–15     |
| 페로 제도             | 2025년 페로 제도컵                     |                          |                   |                            |      |             |
| 페로 제도             | 2025년 페로 제도 슈퍼컵                | HB 토르스하운            | 2–0               | 비킹구르 괴타              | 6회  | 2024        |
| 페로 제도             | 2025년 VFF컵                           | B36 토르스하운           | 3–0               | TB 트뵈로위리              | 1회  | 빈칸        |
| 핀란드                | 2025년 핀란드컵                        |                          |                   |                            |      |             |
| 핀란드                | 2025년 핀란드 리그컵                   |                          |                   |                            |      |             |
| 프랑스                | 쿠프 드 프랑스 2024-25                 | 파리 생제르맹            | 3–0               | 랭스                       | 16회 | 2023–24     |
| 프랑스                | 2025년 트로페 데 샹피옹                |                          |                   |                            |      |             |
| 독일                  | DFB-포칼 2024-25                       | VfB 슈투트가르트         | 4–2               | 아르미니아 빌레펠트        | 4회  | 1996–97     |
| 독일                  | 2025년 DFL-슈퍼컵                      |                          |                   |                            |      |             |
| 조지아                | 2025년 조지아컵                        |                          |                   |                            |      |             |
| 조지아                | 2025년 조지아 슈퍼컵                   |                          |                   |                            |      |             |
| 지브롤터              | 2024-25년 록컵                         | 브루노스 매그파이스      | 3–1               | 라이언스 지브롤터          | 2회  | 2022–23     |
| 그리스                | 2024-25년 그리스 축구컵                | 올림피아코스             | 2–0               | OFI                        | 29회 | 2019–20     |
| 헝가리                | 2024-25년 머저르 쿠파                  | 퍽시                     | (연) 1–1 (4–3 승) | 페렌츠바로시               | 2회  | 2023–24     |
| 아이슬란드            | 2025년 아이슬란드컵                    |                          |                   |                            |      |             |
| 아이슬란드            | 2025년 아이슬란드 슈퍼컵               | 브레이다블리크           | 3–1               | KA                         | 2회  | 2023        |
| 아이슬란드            | 2025년 아이슬란드 남자 축구 리그컵     | 발루르                   | 3–2               | 필키르                     | 4회  | 2023        |
| 아일랜드              | 2025년 FAI컵                           |                          |                   |                            |      |             |
| 아일랜드              | 2025년 아일랜드 대통령컵               | 셸본                     | 2–0               | 드로이다 유나이티드        | 1회  | 빈칸        |
| 이스라엘              | 2024-25년 이스라엘 스테이트컵          | 하포엘 베르셰바          | 2–0               | 베이타르 예루살렘          | 4회  | 2021–22     |
| 이스라엘              | 2024-25년 토토컵 알                    | 마카비 텔아비브          | 3–1               | 마카비 하이파              | 8회  | 2020–21     |
| 이스라엘              | 2025년 이스라엘 슈퍼컵                 | 하포엘 베르셰바          | 2-1               | 마카비 텔아비브            | 5회  | 2022        |
| 이탈리아              | 2024-25년 코파 이탈리아                | 볼로냐                   | 1–0               | AC 밀란                    | 3회  | 1973–74     |
| 이탈리아              | 2025년 수페르코파 이탈리아나           |                          |                   |                            |      |             |
| 카자흐스탄            | 2025년 카자흐스탄컵                    |                          |                   |                            |      |             |
| 카자흐스탄            | 2025년 카자흐스탄 슈퍼컵               | 카이라트                 | 2–0               | 악퇴베                     | 3회  | 2017        |
| 카자흐스탄            | 2025년 카자흐스탄 리그컵               |                          |                   |                            |      |             |
| 코소보                | 2024-25년 코소보컵                     | 프리슈티나               | 1–0               | 랴피                       | 9회  | 2022–23     |
| 코소보                | 2025년 코소보 슈퍼컵                   |                          |                   |                            |      |             |
| 라트비아              | 2025년 라트비아 축구컵                 |                          |                   |                            |      |             |
| 라트비아              | 2025년 라트비아 슈퍼컵                 | FK RFS                   | 3–1               | 리가 FC                    | 1회  | 빈칸        |
| 리히텐슈타인          | 2024-25년 리히텐슈타인컵               | 파두츠                   | 3–2               | 발처스                     | 51회 | 2023–24     |
| 리투아니아            | 2025년 리투아니아 축구컵               |                          |                   |                            |      |             |
| 리투아니아            | 2025년 리투아니아 슈퍼컵               | VMFD 잘기리스            | (3–2 승) 2–2      | FK 방가                    | 9회  | 2023        |
| 룩셈부르크            | 2024-25년 룩셈부르크컵                 | 디페르당주 03            | (5–4 승) 2–2      | F91 뒤들랑주               | 6회  | 2022–23     |
| 몰타                  | 2024-25년 몰타 FA 트로피               | 하이버니언스             | 2–1               | 비르키르카라               | 11회 | 2012–13     |
| 몰타                  | 2025년 몰타 슈퍼컵                     |                          |                   |                            |      |             |
| 몰도바                | 2024-25년 몰도바컵                     | 셰리프 티라스폴          | 2–1               | 밀사미 오르헤이            | 13회 | 2022–23     |
| 몬테네그로            | 2024-25년 몬테네그로컵                 | 데치치                   | 1–0               | 모르나르                   | 1회  | 빈칸        |
| 네덜란드              | 2024-25년 KNVB컵                       | 고 어헤드 이글스         | (연) 1–1 (4–2 승) | AZ                         | 1회  | 빈칸        |
| 네덜란드              | 2025년 요한 크라위프 스할              |                          |                   |                            |      |             |
| 북마케도니아          | 2024-25년 마케도니아 축구컵            | 바르다르                 | 2–0               | 스트루가                   | 6회  | 2006–07     |
| 북아일랜드            | 2024-25년 아일랜드컵                   | 던개넌 스위프츠          | (4–3 승) 1–1      | 클리프턴빌                 | 1회  | 빈칸        |
| 북아일랜드            | 2025년 NIFL 채리티 실드                |                          |                   |                            |      |             |
| 북아일랜드            | 2024-25년 북아일랜드 축구 리그컵       | 클리프턴빌               | (연) 1–0          | 글렌토런                   | 7회  | 2021–22     |
| 노르웨이              | 2025년 노르웨이 축구컵                 |                          |                   |                            |      |             |
| 폴란드                | 2024-25년 폴란드컵                     | 레기아 바르샤바          | 4–3               | 포곤 슈체친                | 21회 | 2022–23     |
| 폴란드                | 2025년 폴란드 슈퍼컵                   | 레기아 바르샤바          | 2-1               | 레흐 포즈난                | 6회  | 2023        |
| 포르투갈              | 2024-25년 타사 드 포르투갈             | 스포르팅 CP              | (연) 3–1          | 벤피카                     | 19회 | 2018–19     |
| 포르투갈              | 2024-25년 타사 다 리가                 | 벤피카                   | (7–6 승) 1–1      | 스포르팅 CP                | 8회  | 2015–16     |
| 포르투갈              | 2025년 수페르타사 칸디두 드 올리베이라 |                          |                   |                            |      |             |
| 루마니아              | 2024-25년 쿠파 로마니에이              | CFR 클루지               | 3–2               | 헤르만슈타트               | 5회  | 2015–16     |
| 루마니아              | 2025년 수페르쿠파 로마니에이           | FCSB                     | 2-1               | CFR 클루지                 | 8회  | 2024-25     |
| 러시아                | 2024-25년 러시아컵                     | CSKA 모스크바            | (4–3 승) 0–0      | 로스토프                   | 9회  | 2022–23     |
| 러시아                | 2025년 러시아 슈퍼컵                   | CSKA 모스크바            | 1-0               | 크라스노다르               | 8회  | 2018-19     |
| 산마리노              | 2024-25년 코파 티타노                  | 비르투스                 | 1–0               | 트레 피오리                | 2회  | 2022–23     |
| 산마리노              | 2025년 수페르 코파 산마리네세          |                          |                   |                            |      |             |
| 스코틀랜드            | 2024-25년 스코틀랜드컵                 | 애버딘                   | (4–3 승) 1–1      | 셀틱                       | 8회  | 1989–90     |
| 스코틀랜드            | 2024-25년 스코틀랜드 리그컵            | 셀틱                     | (5–4 승) 3–3      | 레인저스                   | 22회 | 2022–23     |
| 세르비아              | 2024-25년 세르비아컵                   | 레드 스타 베오그라드     | 3–0               | 보이보디나                 | 29회 | 2023–24     |
| 슬로바키아            | 2024-25년 슬로바키아컵                 | 스파르타크 트르나바      | 1–0               | 루좀베로크                 | 9회  | 2022–23     |
| 슬로베니아            | 2024-25년 슬로베니아 축구컵            | 첼레                     | 4–0               | 코페르                     | 2회  | 2004–05     |
| 스페인                | 코파 델 레이 2024-25                   | 바르셀로나               | (연) 3–2          | 레알 마드리드              | 32회 | 2020–21     |
| 스페인                | 2025년 수페르코파 데 에스파냐          | 바르셀로나               | 5–2               | 레알 마드리드              | 15회 | 2023        |
| 스웨덴                | 2024-25년 스벤스카 쿠펜                | BK 헤켄                  | (5–4 승) 0–0      | 말뫼 FF                    | 4회  | 2022–23     |
| 스위스                | 2024-25년 스위스컵                     | 바젤                     | 4–1               | 빌-비엔                    | 14회 | 2018–19     |
| 튀르키예              | 2024-25년 튀르키예컵                   | 갈라타사라이             | 3–0               | 트라브존스포르             | 19회 | 2018–19     |
| 튀르키예              | 2025년 튀르키예 슈퍼컵                 |                          |                   |                            |      |             |
| 우크라이나            | 2024-25년 우크라이나컵                 | 샤흐타르 도네츠크        | (연) 1–1 (6–5 승) | 디나모 키이우              | 15회 | 2023–24     |
| 웨일스                | 2024-25년 웨일스컵                     | 더 뉴 세인츠             | 2–1               | 코나스키 노매즈            | 10회 | 2022–23     |
| 웨일스                | 2024-25년 웨일스 리그컵                | 더 뉴 세인츠             | 1–0               | 에버리스트위스 타운        | 11회 | 2023–24     |

## 여자 국내 리그

### AFC
| 국가           | 리그                      | 챔피언                | 준우승          | 우승 | 마지막 우승 |
| -------------- | ------------------------- | --------------------- | --------------- | ---- | ----------- |
| 오스트레일리아 | 2024-25년 A리그 위민      | 센트럴코스트 매리너스 | 멜버른 빅토리   | 1회  | 빈칸        |
| 일본           | 2024-25년 WE리그 시즌     |                       |                 |      |             |
| 말레이시아     | 2024-25년 여자 내셔널리그 | 켈라나 유나이티드     | 사바 FA         | 1회  | 빈칸        |
| 필리핀         | 2025년 PFF 여자 리그      | 카야-일로일로         | 스탤리온 라구나 | 2회  | 2023        |

1. ↑  A-리그 위민과 그 남자 상대인 A-리그 멘에서 "챔피언"이라는 용어는 리그 시즌 이후의 플레이오프인 결승 시리즈의 우승팀을 의미한다.
2. ↑  결승 시리즈의 마지막 경기인 A-리그 위민 그랜드 파이널 우승을 의미한다.

### CAF
| 국가   | 리그                           | 챔피언 | 준우승 | 우승 | 마지막 우승 |
| ------ | ------------------------------ | ------ | ------ | ---- | ----------- |
| 알제리 | 2024-25년 알제리 여자 챔피언십 |        |        |      |             |

### CONCACAF
| 국가         | 리그                                         | 챔피언                     | 준우승   | 우승 | 마지막 우승 |
| ------------ | -------------------------------------------- | -------------------------- | -------- | ---- | ----------- |
| 캐나다       | 2025년 노던 슈퍼 리그                        |                            |          | 1회  | 빈칸        |
| 멕시코       | 2025년 리가 MX 페메닐 클라우수라             | 파추카                     | 아메리카 | 1회  | 빈칸        |
| 멕시코       | 2025년 리가 MX 페메닐 아페르투라             |                            |          |      |             |
| 푸에르토리코 | 2025년 리가 푸에르토리코 페메니노            | 푸에르토리코 카리브 스타스 | 코아모   | 1회  | 빈칸        |
| 푸에르토리코 | 2025년 리가 푸에르토리코 페메니노 아페르투라 |                            |          |      |             |
| 미국         | 2025년 NWSL 시즌                             |                            |          |      |             |
| 미국         | 2024-25년 USL 슈퍼 리그                      |                            |          | 1회  | 빈칸        |

1. 1 2  초대 시즌.

### CONMEBOL
| 국가       | 리그                                                        | 챔피언 | 준우승 | 우승 | 마지막 우승 |
| ---------- | ----------------------------------------------------------- | ------ | ------ | ---- | ----------- |
| 아르헨티나 | 프리메라 디비시온 A 2025                                    |        |        |      |             |
| 볼리비아   | 볼리비아 여자 축구 선수권 대회 2025                         |        |        |      |             |
| 브라질     | 2025년 캄페오나투 브라질레이루 지 푸테볼 페미니노 세리이 A1 |        |        |      |             |
| 칠레       | 2025년 캄페오나투 나시오날 푸트볼 페메니노                  |        |        |      |             |
| 콜롬비아   | 2025년 리가 페메니나                                        |        |        |      |             |
| 에콰도르   | 2025년 수페르리가 페메니나                                  |        |        |      |             |
| 파라과이   | 2025년 파라과이 여자 축구 선수권 대회                       |        |        |      |             |
| 페루       | 2025년 리가 페메니나                                        |        |        |      |             |
| 우루과이   | 2025년 캄페오나투 우루과요 페메니노                         |        |        |      |             |
| 베네수엘라 | 2025년 베네수엘라 여자 슈퍼리그                             |        |        |      |             |

### OFC
| 국가     | 리그                            | 챔피언 | 준우승 | 우승 | 마지막 우승 |
| -------- | ------------------------------- | ------ | ------ | ---- | ----------- |
| 뉴질랜드 | 2025년 뉴질랜드 여자 내셔널리그 |        |        |      |             |

### UEFA
| 국가       | 리그                                      | 챔피언                    | 준우승                            | 우승 | 마지막 우승 |
| ---------- | ----------------------------------------- | ------------------------- | --------------------------------- | ---- | ----------- |
| 오스트리아 | 2024-25년 외프베 프라우엔 분데스리가      | SKN 장크트 푈텐           | 오스트리아 빈                     | 10회 | 2023–24     |
| 벨라루스   | 2025년 벨라루스 여자 프리미어리그         |                           |                                   |      |             |
| 벨기에     | 2024-25년 벨기에 여자 슈퍼리그            | 루벤                      | 안데를레흐트                      | 1회  | 빈칸        |
| 크로아티아 | 2024-25년 크로아티아 여자 1부 축구 리그   | 아그램                    | 오시예크                          | 1회  | 빈칸        |
| 체코       | 2024-25년 체코 여자 1부 리그              | 슬라비아 프라하           | 스파르타 프라하                   | 11회 | 2023–24     |
| 덴마크     | 2024-25년 크빈데리가                      | 포르투나 히예링           | 노르셸란                          | 11회 | 2019–20     |
| 잉글랜드   | 2024-25년 위민스 슈퍼 리그                | 첼시                      | 아스널                            | 8회  | 2023–24     |
| 프랑스     | 2024-25년 프리미에르 리그                 | 리옹                      | 파리 생제르맹                     | 18회 | 2023–24     |
| 독일       | 2024-25년 프라우엔-분데스리가             | 바이에른 뮌헨             | VfL 볼프스부르크                  | 7회  | 2023–24     |
| 헝가리     | 2024-25년 뇌이 NB I                       | 페렌츠바로시              | 죄르                              | 8회  | 2023–24     |
| 이탈리아   | 2024-25년 여자 세리에 A                   | 유벤투스                  | 인테르 밀란                       | 6회  | 2021–22     |
| 몰도바     | 2024-25년 몰도바 여자 탑 리그             | 아가리스타-ȘS 아네니 노이 | 니스트루 치오부르치우             | 7회  | 2023–24     |
| 네덜란드   | 2024-25년 프라우엔 에레디비시             | 트벤터                    | PSV                               | 10회 | 2023–24     |
| 노르웨이   | 2025년 토프세리엔                         |                           |                                   |      |             |
| 포르투갈   | 2024-25년 캄페오나투 나시오날 페미니노    | 벤피카                    | 스포르팅 CP                       | 5회  | 2023–24     |
| 아일랜드   | 2025년 아일랜드 여자 프리미어 디비전 리그 |                           |                                   |      |             |
| 루마니아   | 2024-25년 리가 I                          | FCV 파룰 콘스탄차         | FK 치크세레다 미에르쿠레아 치우크 | 2회  | 2023–24     |
| 스코틀랜드 | 2024-25년 스코틀랜드 여자 프리미어리그    | 하이버니언                | 글래스고 시티                     | 4회  | 2006–07     |
| 스페인     | 2024-25년 리가 F                          | 바르셀로나                | 레알 마드리드                     | 10회 | 2023–24     |
| 스웨덴     | 2025년 다말스벤스칸                       |                           |                                   |      |             |
| 스위스     | 2024-25년 스위스 여자 슈퍼리그            | YB 프라우엔               | GC 취리히                         | 12회 | 2010–11     |
| 튀르키예   | 2024-25년 튀르키예 여자 슈퍼리그          | ABB 폼게트                | 페네르바흐체                      | 2회  | 2022–23     |
| 우크라이나 | 2024-25년 우크라이나 여자 탑 리그         | 보르스클라 폴타바         | 메탈리스트 1925 하르키우          | 6회  | 2023–24     |
| 웨일스     | 2024-25년 아드란 프리미어                 | 카디프 시티               | 브리턴 페리 란사벨                | 4회  | 2023–24     |

1. ↑  이전에는 디비시옹 1 페미닌으로 알려져 있었다.
2. ↑  1990년 프라우엔-분데스리가 창설 이전의 서독 챔피언십 1회를 포함한다.
3. ↑  2012년부터 2015년까지 벨기에-네덜란드 연합 리그인 베네 리그가 존재하던 동안 KNVB가 공식적으로 인정한 네덜란드 최고 순위 팀으로서 얻은 3회 우승을 포함한다.

## 여자 국내 2부 ~ 4부 리그

### UEFA
| 국가       | 리그                                     | 챔피언                           | 준우승                          | 우승 | 마지막 우승 |
| ---------- | ---------------------------------------- | -------------------------------- | ------------------------------- | ---- | ----------- |
| 오스트리아 | 2024-25년 2. 프라우엔 분데스리가         |                                  |                                 |      |             |
| 루마니아   | 2024-25년 리가 II                        | 세리에 1 CSM 알렉산드리아        | 라피드 부쿠레슈티               | 1회  | 빈칸        |
| 루마니아   | 2024-25년 리가 II                        | 세리에 2 폴리테흐니카 티미쇼아라 | 로마 플로린 퍼두레안            | 2회  | 2023–24     |
| 루마니아   | 2024-25년 리가 III                       | 콘코르디아 키아이나              | 아카데미아 데 포트볼 플로레슈티 | 1회  | 빈칸        |
| 스코틀랜드 | 2024-25년 스코틀랜드 여자 프리미어리그 2 |                                  |                                 |      |             |
| 스코틀랜드 | 2024-25년 스코틀랜드 여자 챔피언십       | 이스트 파이프                    |                                 | 2회  | 2016–17     |
| 스코틀랜드 | 2024-25년 스코틀랜드 여자 리그 1         |                                  |                                 |      |             |
| 우크라이나 | 2024-25년 우크라이나 1부 리그            | 베레스 리우네                    | 미나이                          | 1회  | 빈칸        |

### CONMEBOL
| 국가   | 대회                                                        | 챔피언 | 준우승 | 우승 | 마지막 우승 |
| ------ | ----------------------------------------------------------- | ------ | ------ | ---- | ----------- |
| 브라질 | 2025년 캄페오나투 브라질레이루 지 푸테볼 페미니노 세리이 A2 |        |        |      |             |
| 브라질 | 2025년 캄페오나투 브라질레이루 지 푸테볼 페미니노 세리이 A3 |        |        |      |             |

## 여자 국내 컵

### AFC
| 국가 | 컵            | 챔피언                          | 최종 점수         | 준우승                   | 우승 | 마지막 우승 |
| ---- | ------------- | ------------------------------- | ----------------- | ------------------------ | ---- | ----------- |
| 일본 | 2024년 황후배 | 우라와 레드 다이아몬즈 레이디스 | (연) 1–1 (5–4 승) | 알비렉스 니가타 레이디스 | 2회  | 2021        |

### CAF
| 국가   | 컵                      | 챔피언 | 준우승 | 우승 | 마지막 우승 |
| ------ | ----------------------- | ------ | ------ | ---- | ----------- |
| 알제리 | 2024-25년 알제리 여자컵 |        |        |      |             |

### CONCACAF
| 국가   | 컵                    | 챔피언        | 최종 점수    | 준우승          | 우승 | 마지막 우승 |
| ------ | --------------------- | ------------- | ------------ | --------------- | ---- | ----------- |
| 캐나다 | 2025년 주 간 챔피언십 |               |              |                 |      |             |
| 미국   | 2025년 NWSL 챌린지컵  | 워싱턴 스피릿 | (4–2 승) 1–1 | 올랜도 프라이드 | 1회  | 빈칸        |

### CONMEBOL
| 국가   | 컵                                             | 챔피언      | 최종 점수    | 준우승     | 우승 | 마지막 우승 |
| ------ | ---------------------------------------------- | ----------- | ------------ | ---------- | ---- | ----------- |
| 브라질 | 2025년 수페르코파 두 브라질 지 푸테볼 페미니노 | 상파울루 FC | (4–3 승) 0–0 | 코린치앙스 | 1회  | 빈칸        |
| 브라질 | 2025년 코파 두 브라질 지 푸테볼 페미니노       |             |              |            |      |             |

### OFC
| 국가     | 컵                      | 챔피언 | 최종 점수 | 준우승 | 우승 | 마지막 우승 |
| -------- | ----------------------- | ------ | --------- | ------ | ---- | ----------- |
| 뉴질랜드 | 2025년 케이트 셰퍼드 컵 |        |           |        |      |             |

### UEFA
| 국가       | 컵                                        | 챔피언                  | 최종 점수         | 준우승                       | 우승 | 마지막 우승 |
| ---------- | ----------------------------------------- | ----------------------- | ----------------- | ---------------------------- | ---- | ----------- |
| 오스트리아 | 2024-25년 외프베 프라우엔컵               | 장크트 푈텐             | 2–1               | 오스트리아 빈                | 12회 | 2023–24     |
| 벨라루스   | 2025년 벨라루스 여자컵                    |                         |                   |                              |      |             |
| 벨라루스   | 2025년 벨라루스 여자 슈퍼컵               | 디나모-BGU              | 1–0               | FC 민스크                    | 4회  | 2024        |
| 벨기에     | 2024-25년 벨기에 여자컵                   | 스탕다르 리에주         | 1–0               | 안데를레흐트                 | 10회 | 2022–2023   |
| 체코       | 2024-25년 체코 여자컵                     | 슬라비아 프라하         | 2–1               | 스파르타 프라하              | 6회  | 2023–24     |
| 덴마크     | 2024-25년 덴마크 여자컵                   | 포르투나 히예링         | (연) 1–0          | FC 노르셸란                  | 11회 | 2018–19     |
| 잉글랜드   | 2024-25년 여자 FA컵                       | 첼시                    | 3–0               | 맨체스터 유나이티드          | 6회  | 2022–23     |
| 잉글랜드   | 2024-25년 여자 리그컵                     | 첼시                    | 2–1               | 맨체스터 시티                | 3회  | 2020–21     |
| 에스토니아 | 2024-25년 에스토니아 여자컵               | FC 플로라               | 4–0               | 사쿠 스포르팅                | 10회 | 2023–24     |
| 프랑스     | 2024-25년 쿠프 드 프랑스 페미닌           | 파리 FC                 | (5–4 승) 0–0      | PSG                          | 2회  | 2004–05     |
| 독일       | 2024-25년 DFB-포칼 프라우엔               | 바이에른 뮌헨           | 4–2               | 베르더 브레멘                | 2회  | 2011–12     |
| 헝가리     | 2024-25년 헝가리 여자컵                   | 죄리 ETO                | (3–1 승) 2–2      | MTK 흥가리아                 | 4회  | 2023–2024   |
| 아이슬란드 | 2025년 아이슬란드 여자 축구 슈퍼컵        | 발루르                  | 1–0               | 브레이다블리크               | 9회  | 2022        |
| 아이슬란드 | 2025년 아이슬란드 여자 축구 리그컵        | 브레이다블리크          | 4–1               | 토르/KA                      | 10회 | 2024        |
| 이스라엘   | 2024-25년 이스라엘 여자컵                 | 키리앗 갓               | 1–0               | 하포엘 예루살렘              | 5회  | 2021–2022   |
| 이탈리아   | 2024-25년 코파 이탈리아                   | 유벤투스 FC             | 4–0               | AS 로마                      | 4회  | 2022–23     |
| 몰도바     | 2024-25년 몰도바 여자컵                   | 아가리스타 아네니 노이  | 1–0               | 니스트루 치오부르치우        | 7회  | 2023–24     |
| 몰도바     | 2024-25년 LFFM컵                          | 아틀레티코 벌치         | 1–0               | 니스트루 치오부르치우        | 1회  | 빈칸        |
| 네덜란드   | 2024-25년 KNVB 여자컵                     | FC 트벤터               | 2–1               | PSV 에인트호번               | 4회  | 2022–23     |
| 네덜란드   | 2024-25년 에레디비시컵                    | PSV 에인트호번          | (연) 3–3 (4–3 승) | FC 트벤터                    | 1회  | 빈칸        |
| 폴란드     | 2024-25년 폴란드 여자컵                   | 차르니 소스노비에츠     | (연) 1–1 (4–3 승) | 포곤 슈체친                  | 14회 | 2021–22     |
| 러시아     | 2025년 러시아 여자 슈퍼컵                 | 제니트 상트페테르부르크 | 3–0               | 로코모티프 모스크바          | 1회  | 빈칸        |
| 슬로바키아 | 2024-25년 슬로바키아 여자컵               | 스파르타크 미야바       | 5–1               | 슬로반 브라티슬라바          | 3회  | 2023–24     |
| 슬로베니아 | 2024-25년 슬로베니아 여자컵               | 류블랴나                | 1–0               | 무라                         | 1회  | 빈칸        |
| 스페인     | 2024-25년 코파 델 레이나 데 푸트볼        | 바르셀로나 페메니       | 2–0               | 아틀레티코 마드리드 페메니노 | 11회 | 2023–24     |
| 스페인     | 2024-25년 수페르코파 데 에스파냐 페메니나 | 바르셀로나              | 5–0               | 레알 마드리드                | 5회  | 2023–24     |
| 스코틀랜드 | 2024-25년 여자 스코틀랜드컵               | 레인저스                | 2–0               | 하츠                         | 1회  | 빈칸        |
| 스코틀랜드 | 2024-25년 스코틀랜드 여자 프리미어리그컵  | 레인저스                | 5–0               | 하이버니언                   | 3회  | 2023–24     |
| 스위스     | 2024-25년 스위스 여자컵                   | FC 취리히               | 1–0               | FC 바젤                      | 16회 | 2022        |
| 웨일스     | 2024-25년 FAW 여자컵                      | 카디프 시티             | 3–1               | 렉섬                         | 5회  | 2023–24     |
| 웨일스     | 2024-25년 아드란 트로피                   | 더 뉴 세인츠            | 3–1               | 스완지                       | 1회  | 빈칸        |

## 국내 리그 2부 ~ 5부

### AFC
| 국가           | 단계                              | 리그                                              | 챔피언                   | 준우승              | 우승 | 마지막 우승 |
| -------------- | --------------------------------- | ------------------------------------------------- | ------------------------ | ------------------- | ---- | ----------- |
| 오스트레일리아 | 2부 리그                          | 2025년 내셔널 프리미어 리그 캐피탈 풋볼           |                          |                     |      |             |
| 오스트레일리아 | 2부 리그                          | 2025년 내셔널 프리미어 리그 NSW                   |                          |                     |      |             |
| 오스트레일리아 | 2부 리그                          | 2025년 내셔널 프리미어 리그 노던 NSW              |                          |                     |      |             |
| 오스트레일리아 | 2부 리그                          | 2025년 내셔널 프리미어 리그 사우스 오스트레일리아 |                          |                     |      |             |
| 오스트레일리아 | 2부 리그                          | 2025년 내셔널 프리미어 리그 태즈메이니아          |                          |                     |      |             |
| 오스트레일리아 | 2부 리그                          | 2025년 내셔널 프리미어 리그 빅토리아              |                          |                     |      |             |
| 오스트레일리아 | 2부 리그                          | 2025년 내셔널 프리미어 리그 WA                    |                          |                     |      |             |
| 오스트레일리아 | 2부 리그                          | 2025년 내셔널 프리미어 리그 퀸즐랜드              |                          |                     |      |             |
| 인도           | 2부 리그                          | 2024-25년 I-리그                                  | 처칠 브라더스            | 인테르 카시         | 3회  | 2012–13     |
| 인도           | 3부 리그                          | 2024-25년 I-리그 2                                | 다이아몬드 하버          | 찬마리              | 1회  | 빈칸        |
| 인도           | 4부 리그                          | 2024-25년 I-리그 3                                | 다이아몬드 하버          | 찬마리              | 1회  | 빈칸        |
| 인도           | 2024-25년 인도 주 리그 (5부 리그) | 2024-25년 델리 프리미어리그                       |                          |                     |      |             |
| 인도           | 2024-25년 인도 주 리그 (5부 리그) | 2024-25년 펀자브 주 슈퍼리그                      |                          |                     |      |             |
| 인도           | 2024-25년 인도 주 리그 (5부 리그) | 2024-25년 하리아나 남자 축구 리그                 |                          |                     |      |             |
| 인도           | 2024-25년 인도 주 리그 (5부 리그) | 2024-25년 마니푸르 주 리그                        |                          |                     |      |             |
| 인도           | 2024-25년 인도 주 리그 (5부 리그) | 2024-25년 고아 프로리그                           |                          |                     |      |             |
| 인도           | 2024-25년 인도 주 리그 (5부 리그) | 2024-25년 BDFA 슈퍼 디비전 아그니푸트라           | 킥스타트                 |                     | 1회  | 빈칸        |
| 인도           | 2024-25년 인도 주 리그 (5부 리그) | 2024-25년 뭄바이 프리미어리그                     |                          |                     |      |             |
| 인도네시아     | 2부 리그                          | 2024-25년 리가 2                                  | PSIM                     | 바양카라 프레시시   | 1회  | 빈칸        |
| 인도네시아     | 3부 리그                          | 2024-25년 리가 누산타라                           | 수마트 유나이티드        | 토르나도            | 1회  | 빈칸        |
| 인도네시아     | 4부 리그                          | 2024-25년 리가 4                                  | 트리 브라타 라플레시아   | 페르시카            | 1회  | 빈칸        |
| 이란           | 2부 리그                          | 2024-25년 아자데간 리그                           |                          |                     |      |             |
| 일본           | 2부 리그                          | 2025년 J2리그                                     |                          |                     |      |             |
| 일본           | 3부 리그                          | 2025년 J3리그                                     |                          |                     |      |             |
| 일본           | 4부 리그                          | 2025년 일본 풋볼 리그                             |                          |                     |      |             |
| 일본           | 5부 리그                          | 2025년 일본 지역 풋볼 챔피언스 리그               |                          |                     |      |             |
| 쿠웨이트       | 2부 리그                          | 2025년 쿠웨이트 1부 디비전                        | 알자흐라                 | 알샤바브            | 5회  | 2021–22     |
| 말레이시아     | 2부 리그                          | 2024-25년 말레이시아 A1 세미 프로 리그            | 멜라카                   | 이민                | 1회  | 빈칸        |
| 말레이시아     | 3부 리그                          | 2024-25년 말레이시아 A2 아마추어 리그             | 구아르 시예드 알위       | 켈란탄 WTS          | 1회  | 빈칸        |
| 네팔           | 2부 리그                          | 2025년 순교자 기념 B-디비전 리그                  | 플래닝 보이즈 유나이티드 | 슈리 바그와티 클럽  | 1회  | 빈칸        |
| 네팔           | 3부 리그                          | 2024-25년 순교자 기념 C-디비전 리그               | 바그마티 유스 클럽       | RC32 풋볼 아카데미  | 1회  | 빈칸        |
| 카타르         | 2부 리그                          | 2024-25년 카타르 2부 리그                         | 알사일리야               | 알마르키야          | 5회  | 2011–12     |
| 사우디아라비아 | 2부 리그                          | 2024-25년 사우디 1부 리그                         | 네옴                     |                     | 1회  | 빈칸        |
| 사우디아라비아 | 3부 리그                          | 2024-25년 사우디 2부 리그                         | 알-디리야                | 알-울라             | 2회  | 2012–13     |
| 사우디아라비아 | 4부 리그                          | 2024-25년 사우디 3부 리그                         | 알-칼라                  | 주바                | 1회  | 빈칸        |
| 사우디아라비아 | 5부 리그                          | 2024-25년 사우디 4부 리그                         |                          |                     |      |             |
| 태국           | 2부 리그                          | 2024-25년 타이 리그 2                             | 촌부리                   | 아유타야 유나이티드 | 1회  | 빈칸        |
| 태국           | 3부 리그                          | 2024-25년 타이 리그 3                             | 라시살라이 유나이티드    | 송클라              | 1회  | 빈칸        |
| 태국           | 4부 리그                          | 2025년 태국 세미 프로 리그                        | 반부엥 시티              | 사무이 유나이티드   | 1회  | 빈칸        |
| 우즈베키스탄   | 2부 리그                          | 2025년 우즈베키스탄 1부 리그                      |                          |                     |      |             |
| 우즈베키스탄   | 3부 리그                          | 2025년 우즈베키스탄 2부 리그                      |                          |                     |      |             |

### CAF
| 국가   | 단계     | 리그                    | 챔피언                    | 준우승        | 우승 | 마지막 우승 |
| ------ | -------- | ----------------------- | ------------------------- | ------------- | ---- | ----------- |
| 알제리 | 2부 리그 | 2024-25년 알제리 리그 2 | 중동 그룹: MB 루이삿      | USM 엘 하라치 | 1회  | 빈칸        |
| 알제리 | 2부 리그 | 2024-25년 알제리 리그 2 | 중서부 그룹: ES 벤 아크눈 | RC 쿠바       | 2회  | 2022–23     |

### CONCACAF
| 국가       | 단계     | 리그                                                   | 챔피언                  | 준우승                 | 우승 | 마지막 우승       |
| ---------- | -------- | ------------------------------------------------------ | ----------------------- | ---------------------- | ---- | ----------------- |
| 캐나다     | 2부 리그 | 2025년 리그1 앨버타                                    |                         |                        |      |                   |
| 캐나다     | 2부 리그 | 2025년 리그1 브리티시컬럼비아                          |                         |                        |      |                   |
| 캐나다     | 2부 리그 | 2025년 리그1 온타리오                                  | 리그1 온타리오 프리미어 |                        |      |                   |
| 캐나다     | 2부 리그 | 2025년 리그1 온타리오                                  | 리그1 온타리오 챔피언십 |                        |      |                   |
| 캐나다     | 2부 리그 | 2025년 리그1 온타리오                                  | 리그2 온타리오          |                        |      |                   |
| 캐나다     | 2부 리그 | 2025년 리그1 퀘벡                                      | 리그1 퀘벡              |                        |      |                   |
| 캐나다     | 2부 리그 | 2025년 리그1 퀘벡                                      | 리그2 퀘벡              |                        |      |                   |
| 캐나다     | 2부 리그 | 2025년 리그1 퀘벡                                      | 리그3 퀘벡              |                        |      |                   |
| 엘살바도르 | 2부 리그 | 2025년 세군다 디비시온 데 푸트볼 살바도레뇨 클라우수라 | 사카테콜루카            | 푸에르테 아길라레스    | 2회  | 2024년 아페르투라 |
| 멕시코     | 2부 리그 | 2025년 리가 데 엑스판시온 MX 클라우수라                |                         |                        |      |                   |
| 멕시코     | 2부 리그 | 2025년 리가 데 엑스판시온 MX 아페르투라                |                         |                        |      |                   |
| 멕시코     | 3부 리그 | 2025년 세리에 A 데 멕시코 클라우수라                   | 이라푸아토              | 아과카테로스 데 페리반 | 2회  | 2020–21           |
| 멕시코     | 3부 리그 | 2025년 세리에 A 데 멕시코 아페르투라                   |                         |                        |      |                   |
| 멕시코     | 3부 리그 | 2025년 세리에 B 데 멕시코 클라우수라                   | 산티아고                | 아틀레티코 파추카      | 2회  | 2024년 아페르투라 |
| 멕시코     | 3부 리그 | 2025년 세리에 B 데 멕시코 아페르투라                   |                         |                        |      |                   |
| 멕시코     | 4부 리그 | 2024-25년 리가 TDP 시즌                                |                         |                        |      |                   |
| 미국       | 2부 리그 | 2025년 USL 챔피언십                                    |                         |                        |      |                   |
| 미국       | 3부 리그 | 2025년 MLS 넥스트 프로                                 |                         |                        |      |                   |
| 미국       | 3부 리그 | 2025년 USL 리그 원                                     |                         |                        |      |                   |
| 미국       | 4부 리그 | 2025년 USL 리그 2                                      |                         |                        |      |                   |

### CONMEBOL
| 국가       | 단계                 | 리그                                    | 챔피언              | 준우승             | 우승 | 마지막 우승 |
| ---------- | -------------------- | --------------------------------------- | ------------------- | ------------------ | ---- | ----------- |
| 아르헨티나 | 2부 리그             | 2025년 프리메라 나시오날                |                     |                    |      |             |
| 아르헨티나 | 3부 리그             | 2025년 프리메라 B                       |                     |                    |      |             |
| 아르헨티나 | 3부 리그             | 2025년 토르네오 페데랄 A                |                     |                    |      |             |
| 아르헨티나 | 4부 리그             | 2025년 프리메라 C                       |                     |                    |      |             |
| 브라질     | 2부 리그             | 2025년 캄페오나투 브라질레이루 세리이 B |                     |                    |      |             |
| 브라질     | 3부 리그             | 2025년 캄페오나투 브라질레이루 세리이 C |                     |                    |      |             |
| 브라질     | 4부 리그             | 2025년 캄페오나투 브라질레이루 세리이 D |                     |                    |      |             |
| 브라질     | 지역 대회            | 2025년 캄페오나투 아크리아누            | 인데펜덴시아        | 갈베스             | 13회 | 2024        |
| 브라질     | 지역 대회            | 2025년 캄페오나투 아마파엔시            |                     |                    |      |             |
| 브라질     | 지역 대회            | 2025년 캄페오나투 아마조넨시            |                     |                    |      |             |
| 브라질     | 지역 대회            | 2025년 캄페오나투 알라고아누            | CRB                 | ASA                | 35회 | 2024        |
| 브라질     | 지역 대회            | 2025년 캄페오나투 바이아누              | 바이아              | 비토리아           | 54회 | 2023        |
| 브라질     | 지역 대회            | 2025년 캄페오나투 브라질리엔시          | 가마                | 카피탈-DF          | 11회 | 2020        |
| 브라질     | 지역 대회            | 2025년 캄페오나투 카피샤바              | 히우 브랑쿠/ES      | 포르투 비토리아/ES | 39회 | 2024        |
| 브라질     | 지역 대회            | 2025년 캄페오나투 카리오카              | 플라멩구            | 플루미넨시         | 39회 | 2024        |
| 브라질     | 지역 대회            | 2025년 캄페오나투 카타리넨시            | 아바이              | 샤페코엔시         | 19회 | 2021        |
| 브라질     | 지역 대회            | 2025년 캄페오나투 세아렌시              | 세아라              | 포르탈레자         | 47회 | 2024        |
| 브라질     | 지역 대회            | 2025년 캄페오나투 가우슈                | 인테르나시오나우    | 그레미우           | 46회 | 2016        |
| 브라질     | 지역 대회            | 2025년 캄페오나투 고이아누              | 빌라 노바           | 아나폴리스         | 16회 | 2005        |
| 브라질     | 지역 대회            | 2025년 캄페오나투 마라녠시              |                     |                    |      |             |
| 브라질     | 지역 대회            | 2025년 캄페오나투 마투그로센시          | 프리마베라          | 쿠이아바           | 1회  | 빈칸        |
| 브라질     | 지역 대회            | 2025년 캄페오나투 미네이루              | 아틀레치쿠 미네이루 | 아메리카 미네이루  | 50회 | 2024        |
| 브라질     | 지역 대회            | 2025년 캄페오나투 파울리스타            | 코린치앙스          | 파우메이라스       | 31회 | 2019        |
| 브라질     | 지역 대회            | 2025년 캄페오나투 파라나엔시            | 오페라리우-PR       | 마링가             | 2회  | 2015        |
| 브라질     | 지역 대회            | 2025년 캄페오나투 파라엔시              |                     |                    |      |             |
| 브라질     | 지역 대회            | 2025년 캄페오나투 파라이바누            | 소자                | 보타포구           | 4회  | 2024        |
| 브라질     | 지역 대회            | 2025년 캄페오나투 페르남부카누          |                     |                    |      |             |
| 브라질     | 지역 대회            | 2025년 캄페오나투 피아우이엔시          | 피아우이            | 플루미넨시-PI      | 6회  | 1985        |
| 브라질     | 지역 대회            | 2025년 캄페오나투 포티과르              | 아메리카 지 나탈    | ABC                | 39회 | 2024        |
| 브라질     | 지역 대회            | 2025년 캄페오나투 혼도니엔시            |                     |                    |      |             |
| 브라질     | 지역 대회            | 2025년 캄페오나투 호라이멘시            | GAS                 | 몬치 호라이마      | 2회  | 2024        |
| 브라질     | 지역 대회            | 2025년 캄페오나투 세르기파누            | 콘피안사            | 이타바이아나       | 24회 | 2024        |
| 브라질     | 지역 대회            | 2025년 캄페오나투 술-마토그로센시       |                     |                    |      |             |
| 브라질     | 지역 대회            | 2025년 캄페오나투 토칸치넨시            | 우니앙/TO           | 아라과이나/TO      | 3회  | 2024        |
| 브라질     | 지역 대회 (2부 리그) | 2025년 캄페오나투 바이아누 2부 리그     |                     |                    |      |             |
| 브라질     | 지역 대회 (2부 리그) | 2025년 캄페오나투 세아렌시 세리이 B     |                     |                    |      |             |
| 브라질     | 지역 대회 (2부 리그) | 2025년 캄페오나투 파울리스타 세리이 A2  | 카피바리아누        | 프리마베라         | 2회  | 2014        |
| 브라질     | 지역 대회 (2부 리그) | 2025년 캄페오나투 파라나엔시 2부 리그   |                     |                    |      |             |
| 브라질     | 지역 대회 (2부 리그) | 2025년 캄페오나투 세르기파누 세리이 A2  |                     |                    |      |             |
| 브라질     | 지역 대회 (3부 리그) | 2025년 캄페오나투 파울리스타 세리이 A3  |                     |                    |      |             |
| 브라질     | 지역 대회 (4부 리그) | 2025년 캄페오나투 파울리스타 세리이 A4  |                     |                    |      |             |
| 칠레       | 2부 리그             | 2025년 프리메라 B                       |                     |                    |      |             |
| 칠레       | 3부 리그             | 2025년 세군다 디비시온                  |                     |                    |      |             |
| 콜롬비아   | 2부 리그             | 2025년 카테고리아 프리메라 B            |                     |                    |      |             |
| 에콰도르   | 2부 리그             | 2025년 에콰도르 세리이 B                |                     |                    |      |             |
| 파라과이   | 2부 리그             | 2025년 디비시온 인테르메디아            |                     |                    |      |             |
| 페루       | 2부 리그             | 2025년 리가 2                           |                     |                    |      |             |
| 페루       | 3부 리그             | 2025년 리가 3                           |                     |                    | 1회  | 빈칸        |
| 페루       | 4부 리그             | 2025년 코파 페루                        |                     |                    |      |             |
| 우루과이   | 2부 리그             | 2025년 세군다 디비시온                  |                     |                    |      |             |

### UEFA
| 국가                  | 티어     | 리그                                           | 우승팀                                                  | 준우승팀                         | 우승 횟수 | 마지막 우승 |
| --------------------- | -------- | ---------------------------------------------- | ------------------------------------------------------- | -------------------------------- | --------- | ----------- |
| 알바니아              | II 티어  | 2024–25 카테고리아 에 파러                     | 보라                                                    | 플라무르타리                     | 1회       | 빈칸        |
| 알바니아              | III 티어 | 2024–25 카테고리아 에 더트                     | 일리리아                                                | 루프터타리                       | 2회       | 2013–14     |
| 알바니아              | IV 티어  | 2024–25 카테고리아 에 트레트                   | 뷜리스 B                                                | 이글 FA                          | 1회       | 빈칸        |
| 안도라                | II 티어  | 2024–25 세고나 디비지오                        | CE 카로이                                               | CF 아틀레틱 아메리카             | 1회       | 빈칸        |
| 아르메니아            | II 티어  | 2024–25 아르메니아 퍼스트 리그                 | FC BKMA 예레반 II                                       | FC 시우니크                      | 1회       | 빈칸        |
| 오스트리아            | II 티어  | 2024–25 오스트리아 풋볼 세컨드 리그            | SV 리트                                                 | 아드미라 바커                    | 3회       | 2019–20     |
| 오스트리아            | III 티어 | 2024–25 오스트리아 레기오날리가                | 서부 지역: 도나우펠트                                   | FK 오스트리아 빈 II              | 1회       | 빈칸        |
| 오스트리아            | III 티어 | 2024–25 오스트리아 레기오날리가                | 중부 지역: 헤르타 벨스                                  | 우니온 구르텐                    | 1회       | 빈칸        |
| 오스트리아            | III 티어 | 2024–25 오스트리아 레기오날리가                | 동부 지역: 오스트리아 잘츠부르크                        | SC 임스트                        | 7회       | 2023-24     |
| 오스트리아            | IV 티어  | 2024–25 오스트리아 란데슬리가                  | 부르겐란트:                                             |                                  |           |             |
| 오스트리아            | IV 티어  | 2024–25 오스트리아 란데슬리가                  | 니더외스터라이히:                                       |                                  |           |             |
| 오스트리아            | IV 티어  | 2024–25 오스트리아 란데슬리가                  | 비너 슈타트리가:                                        |                                  |           |             |
| 오스트리아            | IV 티어  | 2024–25 오스트리아 란데슬리가                  | 케른트너리가:                                           |                                  |           |             |
| 오스트리아            | IV 티어  | 2024–25 오스트리아 란데슬리가                  | OÖ 리가:                                                |                                  |           |             |
| 오스트리아            | IV 티어  | 2024–25 오스트리아 란데슬리가                  | 란데슬리가 슈타이어마르크:                              |                                  |           |             |
| 오스트리아            | IV 티어  | 2024–25 오스트리아 란데슬리가                  | 잘츠부르거 리가:                                        |                                  |           |             |
| 오스트리아            | IV 티어  | 2024–25 오스트리아 란데슬리가                  | 티롤러 리가:                                            |                                  |           |             |
| 오스트리아            | IV 티어  | 2024–25 오스트리아 란데슬리가                  | 포어아를베르글리가:                                     |                                  |           |             |
| 아제르바이잔          | II 티어  | 2024–25 아제르바이잔 퍼스트 디비전             | 게벨레                                                  |                                  | 2회       | 2005–06     |
| 벨라루스              | II 티어  | 2025 벨라루스 퍼스트 리그                      |                                                         |                                  |           |             |
| 벨라루스              | III 티어 | 2025 벨라루스 세컨드 리그                      |                                                         |                                  |           |             |
| 벨기에                | II 티어  | 2024–25 챌린저 프로 리그                       |                                                         |                                  |           |             |
| 벨기에                | III 티어 | 2024–25 벨기에 디비전 1                        | VV: KAA 헨트 유스                                       | 크노케                           | 1회       | 빈칸        |
| 벨기에                | III 티어 | 2024–25 벨기에 디비전 1                        | ACFF                                                    |                                  |           |             |
| 벨기에                | IV 티어  | 2024–25 벨기에 디비전 2                        | 벨기에 디비전 2 VV A: 루셀라레                          |                                  | 1회       | 빈칸        |
| 벨기에                | IV 티어  | 2024–25 벨기에 디비전 2                        | 벨기에 디비전 2 VV B                                    |                                  |           |             |
| 벨기에                | IV 티어  | 2024–25 벨기에 디비전 2                        | 벨기에 디비전 2 ACFF                                    |                                  |           |             |
| 벨기에                | V 티어   | 2024–25 벨기에 디비전 3                        | 벨기에 디비전 3 VV A                                    |                                  |           |             |
| 벨기에                | V 티어   | 2024–25 벨기에 디비전 3                        | 벨기에 디비전 3 VV B 론더젤                             |                                  | 1회       | 빈칸        |
| 벨기에                | V 티어   | 2024–25 벨기에 디비전 3                        | 벨기에 디비전 3 ACFF A 브레인                           |                                  | 1회       | 빈칸        |
| 벨기에                | V 티어   | 2024–25 벨기에 디비전 3                        | 벨기에 디비전 3 ACFF B 리셸 유나이티드                  |                                  | 1회       | 빈칸        |
| 보스니아 헤르체고비나 | II 티어  | 2024–25 보스니아 헤르체고비나 연맹 퍼스트 리그 |                                                         |                                  |           |             |
| 보스니아 헤르체고비나 | II 티어  | 2024–25 스르프스카 공화국 퍼스트 리그          |                                                         |                                  |           |             |
| 잉글랜드              | II 티어  | 2024–25 EFL 챔피언십                           | 리즈 유나이티드                                         | 번리                             | 2회       | 2019–20     |
| 잉글랜드              | III 티어 | 2024–25 EFL 리그 원                            | 버밍엄 시티                                             | 렉섬                             | 1회       | 빈칸        |
| 잉글랜드              | IV 티어  | 2024–25 EFL 리그 투                            | 동커스터 로버스                                         | 포트 베일                        | 1회       | 빈칸        |
| 잉글랜드              | V 티어   | 2024–25 내셔널 리그                            | 내셔널 리그: 바닛                                       | 요크 시티                        | 4회       | 2014–15     |
| 잉글랜드              | VI 티어  | 2024–25 내셔널 리그                            | 내셔널 리그 노스: 브래클리 타운                         | 스컨소프 유나이티드              | 1회       | 빈칸        |
| 잉글랜드              | VI 티어  | 2024–25 내셔널 리그                            | 내셔널 리그 사우스: 트루로 시티                         | 토키 유나이티드                  | 1회       | 빈칸        |
| 프랑스                | II 티어  | 2024–25 리그 2                                 | 로리앙                                                  | 파리 FC                          | 2회       | 2019–20     |
| 프랑스                | III 티어 | 2024–25 샹피오나 나시오날                      | 낭시                                                    | 르망                             | 1회       | 빈칸        |
| 프랑스                | IV 티어  | 2024–25 샹피오나 나시오날 2                    | 그룹 A: 르 퓌                                           | 칸                               | 3회       | 2021–22     |
| 프랑스                | IV 티어  | 2024–25 샹피오나 나시오날 2                    | 그룹 B: 스타드 브리오신                                 | 레르비에                         | 2회       | 2019–20     |
| 프랑스                | IV 티어  | 2024–25 샹피오나 나시오날 2                    | 그룹 C: 플뢰리                                          | FC 93                            | 1회       | 빈칸        |
| 독일                  | II 티어  | 2024–25 2. 분데스리가                          | 1. FC 쾰른                                              | 함부르거 SV                      | 5회       | 2018–19     |
| 독일                  | III 티어 | 2024–25 3. 리가                                | 아르미니아 빌레펠트                                     | 뒤나모 드레스덴                  | 2회       | 2014–15     |
| 독일                  | IV 티어  | 2024–25 레기오날리가 노르트                    | TSV 하벨세                                              | 키커스 엠덴                      | 1회       | 빈칸        |
| 독일                  | IV 티어  | 2024–25 레기오날리가 노르도스트                | 로코모티프 라이프치히                                   | 할레셔 FC                        | 2회       | 2019–20     |
| 독일                  | IV 티어  | 2024–25 레기오날리가 베스트                    | MSV 뒤스부르크                                          | FC 귀터슬로                      | 1회       | 빈칸        |
| 독일                  | IV 티어  | 2024–25 레기오날리가 쉬드베스트                | TSG 호펜하임 II                                         | 키커스 오펜바흐                  | 1회       | 빈칸        |
| 독일                  | IV 티어  | 2024–25 레기오날리가 바이에른                  | 1. FC 슈바인푸르트                                      | TSV 부흐바흐                     | 1회       | 빈칸        |
| 그리스                | II 티어  | 2024–25 수페르리가 그리스 2                    | 북부 그룹: AEL                                          | 이라클리스                       | 5회       | 2015–16     |
| 그리스                | II 티어  | 2024–25 수페르리가 그리스 2                    | 남부 그룹: 키피시아                                     | 칼라마타                         | 2회       | 2022–23     |
| 그리스                | III 티어 | 2024–25 감마 에트니키                          | 그룹 1: 네스토스 크리소우폴리                           | 판트라키코스                     | 1회       | 빈칸        |
| 그리스                | III 티어 | 2024–25 감마 에트니키                          | 그룹 2: 아나게니시 카르디차                             | 피에리코스                       | 1회       | 빈칸        |
| 그리스                | III 티어 | 2024–25 감마 에트니키                          | 그룹 3: 엘라스 시로스                                   | 코린토스                         | 1회       | 빈칸        |
| 그리스                | III 티어 | 2024–25 감마 에트니키                          | 그룹 4: 마르코 1927                                     | 에트니코스 피레우스              | 1회       | 빈칸        |
| 이탈리아              | II 티어  | 2024–25 세리에 B                               | 사수올로                                                | 피사                             | 2회       | 2012–13     |
| 이탈리아              | III 티어 | 2024–25 세리에 C                               | 그룹 A (북부): 파도바                                   | 비첸차                           | 3회       | 2017–18     |
| 이탈리아              | III 티어 | 2024–25 세리에 C                               | 그룹 B (중부): 비르투스 엔텔라                          | 테르나나                         | 2회       | 2018–19     |
| 이탈리아              | III 티어 | 2024–25 세리에 C                               | 그룹 C (남부): 아벨리노                                 | 아우다체 체리뇰라                | 3회       | 1972–73     |
| 이탈리아              | IV 티어  | 2024–25 세리에 D                               | 그룹 A: 브라                                            | 노바로멘티노                     | 1회       | 빈칸        |
| 이탈리아              | IV 티어  | 2024–25 세리에 D                               | 그룹 B: 오스피탈레토                                    | 프로 팔라졸로                    | 2회       | 1986-87     |
| 이탈리아              | IV 티어  | 2024–25 세리에 D                               | 그룹 C: 돌로미티 벨루네시                               | 트레비소                         | 1회       | 빈칸        |
| 이탈리아              | IV 티어  | 2024–25 세리에 D                               | 그룹 D: 포를리                                          | 라벤나 FC                        | 4회       | 2011-12     |
| 이탈리아              | IV 티어  | 2024–25 세리에 D                               | 그룹 E: 리보르노                                        | 풀겐스 폴리뇨                    | 2회       | 1983–84     |
| 이탈리아              | IV 티어  | 2024–25 세리에 D                               | 그룹 F: 삼베네데테세                                    | 라퀼라                           | 1회       | 빈칸        |
| 이탈리아              | IV 티어  | 2024–25 세리에 D                               | 그룹 G: 귀도니아 몬테첼리오                             | 젤비손                           | 1회       | 빈칸        |
| 이탈리아              | IV 티어  | 2024–25 세리에 D                               | 그룹 H: 카사라노                                        | 노체리나                         | 2회       | 1987–88     |
| 이탈리아              | IV 티어  | 2024–25 세리에 D                               | 그룹 I: 시라쿠사                                        | 레지나                           | 4회       | 2015-16     |
| 몰도바                | II 티어  | 2024–25 몰도바 리가 1                          | 다치아 부이우카니                                       | 삭산                             | 3회       | 2022–23     |
| 몰도바                | III 티어 | 2024–25 몰도바 리가 2                          | 북부: 짐브루-2 키시너우                                 | EFA 비소카                       | 1회       | 빈칸        |
| 몰도바                | III 티어 | 2024–25 몰도바 리가 2                          | 남부: 레알 시레치                                       | 오구즈스포르트 콤라트            | 1회       | 빈칸        |
| 네덜란드              | II 티어  | 2024–25 에이르스터 디비시                      | 폴렌담                                                  | 엑셀시오르                       | 7회       | 2007–08     |
| 네덜란드              | III 티어 | 2024–25 트베더 디비시                          | 퀵 보이즈                                               |                                  | 1회       | 빈칸        |
| 네덜란드              | IV 티어  | 2024–25 데르더 디비시                          | 데르더 디비시 A: 이제이셀미어보헐스                     |                                  | 3회       | 2016–17     |
| 네덜란드              | IV 티어  | 2024–25 데르더 디비시                          | 데르더 디비시 B: 훅                                     |                                  | 1회       | 빈칸        |
| 네덜란드              | V 티어   | 2024–25 피어더 디비시                          | 피어더 디비시 A: 스허르펜젤                             |                                  | 1회       | 빈칸        |
| 네덜란드              | V 티어   | 2024–25 피어더 디비시                          | 피어더 디비시 B: 즈왈루언                               |                                  | 1회       | 빈칸        |
| 네덜란드              | V 티어   | 2024–25 피어더 디비시                          | 피어더 디비시 C: UDI '19                                |                                  | 1회       | 빈칸        |
| 네덜란드              | V 티어   | 2024–25 피어더 디비시                          | 피어더 디비시 D: 호게베인                               |                                  | 2회       | 2022–23     |
| 폴란드                | II 티어  | 2024–25 I 리가                                 | 아르카 그디니아                                         | 브루크베트 테르말리차 니에치에차 | 4회       | 2015–16     |
| 폴란드                | III 티어 | 2024–25 II 리가                                | 폴로니아 비톰                                           | 포곤 그로지스크 마조비에츠키     | 1회       | 빈칸        |
| 폴란드                | IV 티어  | 2024–25 III 리가                               | 그룹 1 우니아 스키에르니에비체                          |                                  | 1회       | 빈칸        |
| 폴란드                | IV 티어  | 2024–25 III 리가                               | 그룹 2 소쿠프 클레체프                                  |                                  | 1회       | 빈칸        |
| 폴란드                | IV 티어  | 2024–25 III 리가                               | 그룹 3 실롱스크 브로츠와프 II                           |                                  | 2회       | 2019–20     |
| 폴란드                | IV 티어  | 2024–25 III 리가                               | 그룹 4 산데츠야 노비송치                                |                                  | 1회       | 빈칸        |
| 루마니아              | II 티어  | 2024–25 리가 II                                | 아르제슈 피테슈티                                       | 스테아우아 부쿠레슈티            | 5회       | 2007–08     |
| 루마니아              | III 티어 | 2024–25 리가 III                               |                                                         |                                  |           |             |
| 루마니아              | IV 티어  | 2024–25 리가 IV                                |                                                         |                                  |           |             |
| 루마니아              | V 티어   | 2024–25 리가 V                                 |                                                         |                                  |           |             |
| 러시아                | II 티어  | 2024–25 러시아 퍼스트 리그                     | 발티카 칼리닌그라드                                     | 토르페도 모스크바                | 2회       | 1995        |
| 러시아                | III 티어 | 2024–25 러시아 세컨드 리그 디비전 A            |                                                         |                                  |           |             |
| 러시아                | IV 티어  | 2025 러시아 세컨드 리그 디비전 B               |                                                         |                                  |           |             |
| 러시아                | V 티어   | 2025 러시아 서드 리그                          |                                                         |                                  |           |             |
| 스코틀랜드            | II 티어  | 2024–25 스코티시 챔피언십                      | 폴커크                                                  | 리빙스턴                         | 8회       | 2004–05     |
| 스코틀랜드            | III 티어 | 2024–25 스코티시 리그 원                       | 아브로스                                                | 코브 레인저스                    | 2회       | 2018–19     |
| 스코틀랜드            | IV 티어  | 2024–25 스코티시 리그 투                       | 피터헤드                                                | 이스트 파이프                    | 3회       | 2018–19     |
| 스코틀랜드            | V 티어   | 2024–25 하이랜드 리그                          | 브로라 레인저스                                         | 브레친 시티                      | 5회       | 2020–21     |
| 스코틀랜드            | V 티어   | 2024–25 로우랜드 리그                          | 이스트 킬브라이드                                       | 셀틱 B                           | 4회       | 2023–24     |
| 슬로바키아            | II 티어  | 2024–25 2. 리가                                | 타트란 프레쇼우                                         | 즐라테모라우체                   | 3회       | 2015–16     |
| 슬로바키아            | III 티어 | 2024–25 3. 리가                                | 서부: 슈케프 세레트                                     | 승격 플레이오프:                 |           |             |
| 슬로바키아            | III 티어 | 2024–25 3. 리가                                | 동부: 슬라비아 TU 코시체                                | 승격 플레이오프:                 |           |             |
| 슬로바키아            | IV 티어  | 2024–25 4. 리가                                | 브라티슬라바: MŠK 세네츠                                |                                  | 1회       | 빈칸        |
| 슬로바키아            | IV 티어  | 2024–25 4. 리가                                | 중부:                                                   |                                  |           |             |
| 슬로바키아            | IV 티어  | 2024–25 4. 리가                                | 동부: 스파르타크 메제프                                 | MFK 케주마로크                   | 1회       | 빈칸        |
| 슬로바키아            | IV 티어  | 2024–25 4. 리가                                | 서부:                                                   |                                  |           |             |
| 슬로베니아            | II 티어  | 2024–25 슬로베니아 프르바리가                  |                                                         |                                  |           |             |
| 스페인                | II 티어  | 2024–25 세군다 디비시온                        | 레반테                                                  | 엘체                             | 3회       | 2016–17     |
| 스페인                | III 티어 | 2024–25 프리메라 페데라시온                    | 북부 그룹: 쿨투랄 레오네사                              | 폰페라디나                       | 3회       | 2016–17     |
| 스페인                | III 티어 | 2024–25 프리메라 페데라시온                    | 남부 그룹: 세우타 FC                                    | 레알 무르시아                    | 1회       | 빈칸        |
| 스페인                | IV 티어  | 2024–25 세군다 페데라시온                      | 그룹 1: 폰테베드라 CF                                   | CD 누만시아                      | 2회       | 2021–22     |
| 스페인                | IV 티어  | 2024–25 세군다 페데라시온                      | 그룹 2: 아레나스 클루브                                 | SD 로그로녜스                    | 1회       | 빈칸        |
| 스페인                | IV 티어  | 2024–25 세군다 페데라시온                      | 그룹 3: CE 에우로파                                     | 아틀레티코 발레아레스            | 1회       | 빈칸        |
| 스페인                | IV 티어  | 2024–25 세군다 페데라시온                      | 그룹 4: 후벤투드 토레몰리노스                           | 라 우니온 아틀레티코             | 1회       | 빈칸        |
| 스페인                | IV 티어  | 2024–25 세군다 페데라시온                      | 그룹 5: CD 과달라하라                                   | CP 카세레뇨                      | 1회       | 빈칸        |
| 스페인                | V 티어   | 2024–25 테르세라 페데라시온                    | 그룹 1 – 갈리시아: UD 오우렌세                          | CD 에스트라덴세                  | 1회       | 빈칸        |
| 스페인                | V 티어   | 2024–25 테르세라 페데라시온                    | 그룹 2 – 아스투리아스: 레알 오비에도 베투스타           | 카우달 데포르티보                | 2회       | 2021–22     |
| 스페인                | V 티어   | 2024–25 테르세라 페데라시온                    | 그룹 3 – 칸타브리아: UD 사마노                          | CD 트로페손                      | 1회       | 빈칸        |
| 스페인                | V 티어   | 2024–25 테르세라 페데라시온                    | 그룹 4 – 바스크 지방: CD 바스코니아                     | 포르투갈레테                     | 1회       | 빈칸        |
| 스페인                | V 티어   | 2024–25 테르세라 페데라시온                    | 그룹 5 – 카탈루냐: 레우스 FCR                           | 아틀레틱 례이다                  | 1회       | 빈칸        |
| 스페인                | V 티어   | 2024–25 테르세라 페데라시온                    | 그룹 6 – 발렌시아 공동체: CD 카스테욘 B                 | CD 로다                          | 1회       | 빈칸        |
| 스페인                | V 티어   | 2024–25 테르세라 페데라시온                    | 그룹 7 – 마드리드 공동체: RSD 알칼라                    | 라요 바예카노 B                  | 1회       | 빈칸        |
| 스페인                | V 티어   | 2024–25 테르세라 페데라시온                    | 그룹 8 – 카스티야이레온: 아틀레티코 아스토르가 FC       | 아틀레티코 토르데시야스          | 1회       | 빈칸        |
| 스페인                | V 티어   | 2024–25 테르세라 페데라시온                    | 그룹 9 – 동부 안달루시아 및 멜리야: 아틀레티코 말라게뇨 | 레알 하엔                        | 1회       | 빈칸        |
| 스페인                | V 티어   | 2024–25 테르세라 페데라시온                    | 그룹 10 – 서부 안달루시아 및 세우타: 푸엔테 헤닐 FC     | 시우다드 데 루세나               | 1회       | 빈칸        |
| 스페인                | V 티어   | 2024–25 테르세라 페데라시온                    | 그룹 11 – 발레아레스 제도: UD 포블렌세                  | CE 콘스탄시아                    | 1회       | 빈칸        |
| 스페인                | V 티어   | 2024–25 테르세라 페데라시온                    | 그룹 12 – 카나리아 제도: UD 라스팔마스 아틀레티코       | UD 산 페르난도                   | 1회       | 빈칸        |
| 스페인                | V 티어   | 2024–25 테르세라 페데라시온                    | 그룹 13 – 무르시아 지역: CF 로르카 데포르티바           | CD 시에사                        | 1회       | 빈칸        |
| 스페인                | V 티어   | 2024–25 테르세라 페데라시온                    | 그룹 14 – 에스트레마두라: CD 엑스트레마두라             | CD 아수아가                      | 1회       | 빈칸        |
| 스페인                | V 티어   | 2024–25 테르세라 페데라시온                    | 그룹 15 – 나바라: UD 무틸베라                           | 바예 데 에궤스                   | 1회       | 빈칸        |
| 스페인                | V 티어   | 2024–25 테르세라 페데라시온                    | 그룹 16 – 라리오하: 낙사라 CD                           | UD 로그로녜스 B                  | 2회       | 2022–23     |
| 스페인                | V 티어   | 2024–25 테르세라 페데라시온                    | 그룹 17 – 아라곤: CD 에브로                             | SD 우에스카 B                    | 1회       | 빈칸        |
| 스페인                | V 티어   | 2024–25 테르세라 페데라시온                    | 그룹 18 – 카스티야-라만차: CD 킨타나르 델 레이          | 아틀레티코 알바세테              | 1회       | 빈칸        |
| 튀르키예              | II 티어  | 2024–25 TFF 퍼스트 리그                        | 코자엘리스포르                                          | 겐츨레르비를리이                 | 4회       | 2007–08     |
| 튀르키예              | III 티어 | 2024–25 TFF 세컨드 리그                        | 레드 그룹: 세리크 벨레디예스포르                        | 바트만 페트롤스포르              | 1회       | 빈칸        |
| 튀르키예              | III 티어 | 2024–25 TFF 세컨드 리그                        | 화이트 그룹: 사리예르 SK                                | 엘라지스포르                     | 1회       | 빈칸        |
| 튀르키예              | IV 티어  | 2024–25 TFF 서드 리그                          | 그룹 1: 부르사스포르                                    | 카르시야카 SK                    | 1회       | 빈칸        |
| 튀르키예              | IV 티어  | 2024–25 TFF 서드 리그                          | 그룹 2: 무을라스포르                                    | 발리케시르스포르                 | 3회       | 2001–02     |
| 튀르키예              | IV 티어  | 2024–25 TFF 서드 리그                          | 그룹 3: 알리아아 FK                                     | 아이발리크귀쥐 벨레디예스포르    | 1회       | 빈칸        |
| 튀르키예              | IV 티어  | 2024–25 TFF 서드 리그                          | 그룹 4: 마르딘 1969 SK                                  | 세바트 겐츨릭스포르              | 3회       | 2000–01     |
| 우크라이나            | II 티어  | 2024–25 우크라이나 퍼스트 리그                 | 에피첸트르 카미아네츠포딜스키                           | 폴타바                           | 1회       | 빈칸        |
| 우크라이나            | III 티어 | 2024–25 우크라이나 세컨드 리그                 | 프로비 호로덴카                                         | 콜로스-2 코발리브카              | 1회       | 빈칸        |
| 우크라이나            | IV 티어  | 2024–25 우크라이나 풋볼 아마추어 리그          |                                                         |                                  |           |             |
| 웨일스                | II 티어  | 2024–25 컴리 노스                              | 콜윈베이                                                | 에어버스 UK 브러프턴             | 2회       | 2022–23     |
| 웨일스                | II 티어  | 2024–25 컴리 사우스                            | 흘라네흘리 타운                                         | 트레토마스 블루버즈              | 1회       | 빈칸        |
| 웨일스                | III 티어 | 2024–25 아르달 NE                              | 브릭필드 레인저스                                       | 보우 스트리트                    | 1회       | 빈칸        |
| 웨일스                | III 티어 | 2024–25 아르달 NW                              | 릴 1879                                                 | 홀리헤드 홋스퍼                  | 1회       | 빈칸        |
| 웨일스                | III 티어 | 2024–25 아르달 SE                              | 트레오웬 스타스                                         | 쳅스토우 타운                    | 1회       | 빈칸        |
| 웨일스                | III 티어 | 2024–25 아르달 SW                              | 카디프 드라코니안스                                     | 이니시르 앨비언스                | 1회       | 빈칸        |

## 티어 II에서 V 국내 컵

### AFC
| 국가           | 컵                                | 우승팀              | 최종 점수    | 준우승팀          | 우승 횟수 | 마지막 우승 |
| -------------- | --------------------------------- | ------------------- | ------------ | ----------------- | --------- | ----------- |
| 오스트레일리아 | 2025 NPL 나이트 시리즈            | 소렌토              | 1–0          | 스털링 마케도니아 | 1회       | 빈칸        |
| 오스트레일리아 | 2025 NPL 나이트 시리즈            | 킹슬리 웨스트사이드 | 0–0 (6–5 승) | 만두라 시티       | 1회       | 빈칸        |
| 오스트레일리아 | 2025 캐피털 풋볼 남자 채리티 실드 | 오코너 나이츠       | 2–1          | 궁가린 유나이티드 | 1회       | 빈칸        |

### CONCACAF
| 국가   | 컵               | 우승팀   | 최종 점수 | 준우승팀    | 우승 횟수 | 마지막 우승 |
| ------ | ---------------- | -------- | --------- | ----------- | --------- | ----------- |
| 멕시코 | 2025 코파 코넥타 | 산티아고 | 3–0       | 레알 사모라 | 1회       | 빈칸        |

### CONMEBOL
| 국가   | 컵                        | 우승팀   | 최종 점수    | 준우승팀  | 우승 횟수 | 마지막 우승 |
| ------ | ------------------------- | -------- | ------------ | --------- | --------- | ----------- |
| 브라질 | 2025 코파 알라고아스      |          |              |           |           |             |
| 브라질 | 2025 코파 두 노르데스트   |          |              |           |           |             |
| 브라질 | 2025 코파 베르데          | 파이산두 | 1–1 (5–4 승) | 고이아스  | 5회       | 2024        |
| 브라질 | 2025 수페르 코파 그랑파라 | 파이산두 | 2–0          | 투나 루소 | 1회       | 빈칸        |

### UEFA
| 국가                         | 컵                                  | 우승팀                | 최종 점수    | 준우승팀                                  | 우승 횟수 | 마지막 우승 |
| ---------------------------- | ----------------------------------- | --------------------- | ------------ | ----------------------------------------- | --------- | ----------- |
| 오스트리아                   | 2024–25 BFV컵                       |                       |              |                                           |           |             |
| 오스트리아                   | 2024–25 KFV컵                       |                       |              |                                           |           |             |
| 오스트리아                   | 2024–25 SFV컵                       |                       |              |                                           |           |             |
| 오스트리아                   | 2024–25 WFV컵                       |                       |              |                                           |           |             |
| 오스트리아                   | 2024–25 OOEFV컵                     |                       |              |                                           |           |             |
| 오스트리아                   | 2024–25 TFV컵                       |                       |              |                                           |           |             |
| 오스트리아                   | 2024–25 STFV컵                      |                       |              |                                           |           |             |
| 오스트리아                   | 2024–25 VFV컵                       |                       |              |                                           |           |             |
| 틀:나라자료 England 잉글랜드 | 2024–25 FA 트로피                   | 올더숏 타운           | 3–0          | 스펜무어 타운                             | 1회       | 빈칸        |
| 틀:나라자료 England 잉글랜드 | 2024–25 내셔널 리그 컵              | 리즈 유나이티드 U21   | 2–1          | 서턴 유나이티드                           | 1회       | 빈칸        |
| 핀란드                       | 2025 이쾨스컵                       | 이포                  | 0–0 (5–3 승) | TPS 투르쿠                                | 1회       | 빈칸        |
| 그리스                       | 2024–25 EPS 드라마스컵              | 독사 드라마           | 1–0          | MAS 메가스 알렉산드로스 아기우 아타나시우 | 1회       | 빈칸        |
| 아일랜드                     | 2024–25 먼스터 시니어 컵            | 코브 램블러스         | 2–0          | 록마운트                                  | 7회       | 2022–23     |
| 아이슬란드                   | 2025 아이슬란드 남자 풋볼 리그 컵 B | 회튀르/후긴           | 2–2 (4–3 승) | KF 비디르                                 | 1회       | 빈칸        |
| 이탈리아                     | Coppa Italia Serie C 2024-2025      | 리미니 FC             | 1–0          | 지아나 에르미니오                         | 1회       | 빈칸        |
| 이탈리아                     | Coppa Italia Serie D 2024-2025      | 라벤나                | 2–2 (5–4 승) | 귀도니아 M. 1937                          | 1회       | 빈칸        |
| 몰타                         | 2024–25 몰타 챌린지 컵              | 피에타 홋스퍼스       | 1–0          | 발레타                                    | 1회       | 빈칸        |
| 몰도바                       | 2025 몰도바 겨울 컵                 | 다치아 부이우카니     | 빈칸         | 우니베르 콤라트                           | 1회       | 빈칸        |
| 몰도바                       | 2025 팔레슈티 구 컵                 | 프리마리아 팔레슈티   | 3–1          | 프리마리아 알비네툴 베키                  | 2회       | 2023        |
| 몰도바                       | 2025 얄로베니 구 슈퍼컵             | 바르다르              | 1–0          | 비쇼아라 밀레슈티 미치                    | 3회       | 2024        |
| 몰도바                       | 2025 웅게니 구 슈퍼컵               | 하이둑 붐버타         | 4–2          | FC 스쿨레니                               | 1회       | 빈칸        |
| 노르웨이                     | 2025 OBOS 슈퍼컵                    | 로코모티프 오슬로     | 3–2 (연)     | 베룸                                      | 1회       | 빈칸        |
| 스코틀랜드                   | 2024–25 스코티시 챌린지 컵          | 리빙스턴              | 5–0          | 퀸스 파크                                 | 2회       | 2014–15     |
| 스코틀랜드                   | 2024–25 하이랜드 리그 컵            | 브로라 레인저스       | 3–1          | 프레이저버러                              | 4회       | 2023–24     |
| 스코틀랜드                   | 2024–25 로우랜드 리그 컵            | 이스트 킬브라이드     | 3–1          | 보니스 유나이티드                         | 5회       | 2022–23     |
| 스코틀랜드                   | 2024–25 노스 오브 스코틀랜드 컵     | 브로라 레인저스       | 6–1          | 클라흐나쿠딘                              | 9회       | 2022–23     |
| 스코틀랜드                   | 2024–25 애버딘셔 실드               | 프레이저버러          | 4–2          | 포마르틴 유나이티드                       | 10회      | 2022–23     |
| 우크라이나                   | 2024–25 우크라이나 아마추어 컵      | 아흐로테흐 티슈키우카 | 1–0          | 마야크 사르니                             | 1회       | 빈칸        |

## 남자 대학 리그

### AFC
| 국가   | 리그                                      | 우승팀       | 준우승팀             | 우승 횟수 | 마지막 우승 |
| ------ | ----------------------------------------- | ------------ | -------------------- | --------- | ----------- |
| 필리핀 | 2024–25 UAAP 남자 축구 챔피언십 (시즌 87) | FEU 타마로스 | 아테네오 블루 이글스 | 6회       | 2022–23     |

### CONCACAF
| 국가   | 리그                                    | 우승팀 | 준우승팀 | 우승 횟수 | 마지막 우승 |
| ------ | --------------------------------------- | ------ | -------- | --------- | ----------- |
| 캐나다 | 2025 U 스포츠 남자 축구 챔피언십        |        |          |           |             |
| 미국   | 2025 NCAA 디비전 I 남자 축구 토너먼트   |        |          |           |             |
| 미국   | 2025 NCAA 디비전 II 남자 축구 토너먼트  |        |          |           |             |
| 미국   | 2025 NCAA 디비전 III 남자 축구 토너먼트 |        |          |           |             |
| 미국   | 2025 NAIA 남자 축구 챔피언십            |        |          |           |             |

## 여자 대학 리그

### AFC
| 국가   | 리그                                      | 우승팀              | 준우승팀                   | 우승 횟수 | 마지막 우승 |
| ------ | ----------------------------------------- | ------------------- | -------------------------- | --------- | ----------- |
| 필리핀 | 2024–25 UAAP 여자 축구 챔피언십 (시즌 87) | FEU 레이디 타마로스 | 데 라 살레 레이디 부트러스 | 13회      | 2023–24     |

### CAF
| 국가              | 리그                  | 우승팀 | 준우승팀 | 우승 횟수 | 마지막 우승 |
| ----------------- | --------------------- | ------ | -------- | --------- | ----------- |
| 남아프리카 공화국 | 2025 여자 바시티 축구 |        |          |           |             |

### CONCACAF
| 국가   | 리그                                    | 우승팀 | 준우승팀 | 우승 횟수 | 마지막 우승 |
| ------ | --------------------------------------- | ------ | -------- | --------- | ----------- |
| 캐나다 | 2025 U 스포츠 여자 축구 챔피언십        |        |          |           |             |
| 미국   | 2025 NCAA 디비전 I 여자 축구 토너먼트   |        |          |           |             |
| 미국   | 2025 NCAA 디비전 II 여자 축구 토너먼트  |        |          |           |             |
| 미국   | 2025 NCAA 디비전 III 여자 축구 토너먼트 |        |          |           |             |
| 미국   | 2025 NAIA 여자 축구 챔피언십            |        |          |           |             |

## 남자 유스 디비전 리그

### UEFA
| 국가         | 컵                                          | 우승팀                 | 준우승팀               | 우승 횟수 | 마지막 우승 |
| ------------ | ------------------------------------------- | ---------------------- | ---------------------- | --------- | ----------- |
| 오스트리아   | 2024–25 유겐트리가 U18                      |                        |                        |           |             |
| 오스트리아   | 2024–25 유겐트리가 U16                      |                        |                        |           |             |
| 오스트리아   | 2024–25 유겐트리가 U15                      |                        |                        |           |             |
| 아제르바이잔 | 2024–25 아제르바이잔 리저브 리그            |                        |                        |           |             |
| 벨라루스     | 2025 벨라루스 프리미어 리그 리저브 챔피언십 |                        |                        |           |             |
| 헝가리       | 2024–25 헝가리 U19 리그                     | 푸슈카시 아카데미아    | 키슈바르다             | 6회       | 2023–24     |
| 이탈리아     | 2024–25 캄피오나토 프리마베라 1             | 인테르 밀란            | ACF 피오렌티나         | 11회      | 2021–22     |
| 이탈리아     | 2024–25 캄피오나토 프리마베라 2             | 프로시노네 칼초        | 나폴리                 | 1회       | 빈칸        |
| 몰도바       | 2024–25 몰도바 유스 리그                    | 아카데미아 레베자      | 다치아 부이우카니 유스 | 2회       | 2023–24     |
| 몰도바       | 2024–25 U17 내셔널 리그                     | 다치아 부이우카니 유스 | 아카데미아 레베자      | 1회       | 빈칸        |
| 몰도바       | 2024–25 U16 내셔널 리그                     | 아카데미아 레베자      | 짐브루 키시너우 U16    | 2회       | 2023–24     |
| 몰도바       | 2024–25 U16 플레이오프                      | CS 아틀레틱 스트라셰니 | ACS 주니오룰 키시너우  | 1회       | 빈칸        |
| 몰도바       | 2024–25 U15 내셔널 리그                     | 아카데미아 레베자      |                        | 2회       | 2022–23     |
| 몰도바       | 2024–25 U14 내셔널 리그                     | 아카데미아 레베자      |                        | 1회       | 빈칸        |
| 몰도바       | 2024–25 U13 내셔널 리그                     | 아카데미아 레베자      | FC 벌치                | 2회       | 2023–24     |
| 몰도바       | 2024–25 U12 내셔널 리그                     | 아카데미아 레베자      |                        | 2회       | 2023–24     |
| 몰도바       | 2024–25 U11 내셔널 리그                     | 아카데미아 레베자      | 짐브루 키시너우 U11    | 2회       | 2023–24     |
| 스코틀랜드   | 2024–25 SPFL 리저브 리그                    |                        |                        |           |             |
| 우크라이나   | 2024–25 우크라이나 프리미어 리그 U19        | 디나모 키이우          | 샤흐타르 도네츠크      | 8회       | 2023–24     |

### AFC
| 국가           | 컵              | 우승팀 | 준우승팀 | 우승 횟수 | 마지막 우승 |
| -------------- | --------------- | ------ | -------- | --------- | ----------- |
| 오스트레일리아 | 2025 V-리그 U23 |        |          |           |             |

### CONMEBOL
| 국가   | 컵                           | 우승팀 | 준우승팀 | 우승 횟수 | 마지막 우승 |
| ------ | ---------------------------- | ------ | -------- | --------- | ----------- |
| 브라질 | 2025 코파 두 브라질 U20      |        |          |           |             |
| 브라질 | 2025 캄페오나토 고이아노 U20 |        |          |           |             |
| 페루   | 2025 리가 U18                |        |          |           |             |

## 여자 유스 디비전 리그

### UEFA
| 국가   | 컵                                  | 우승팀                        | 준우승팀                           | 우승 횟수 | 마지막 우승 |
| ------ | ----------------------------------- | ----------------------------- | ---------------------------------- | --------- | ----------- |
| 몰도바 | 2024–25 여자 U16 내셔널 리그        | RSDUȘOR 니스트루-치오부르치우 |                                    | 2회       | 2023–24     |
| 몰도바 | 2024–25 여자 U14 내셔널 리그        | 짐브루-드라슬리체니           | 레알 숙체스 슈스11 푸드라 키시너우 | 1회       | 빈칸        |
| 몰도바 | 2024–25 여자 U12 내셔널 리그 스프링 | PGU-ȘS-4 레기아-알가          | ȘS 타라클리아                      | 1회       | 빈칸        |

## 남자 유스 디비전 컵

### CONMEBOL
| 국가   | 컵                                  | 우승팀   | 최종 점수 | 준우승팀   | 우승 횟수 | 마지막 우승 |
| ------ | ----------------------------------- | -------- | --------- | ---------- | --------- | ----------- |
| 브라질 | 2025 코파 두 브라질 U17             |          |           |            |           |             |
| 브라질 | 2025 코파 리오 U20                  |          |           |            |           |             |
| 브라질 | 2025 코파 상파울루 데 푸테볼 주니어 | 상파울루 | 3–2       | 코린치앙스 | 5회       | 2019        |

### UEFA
| 국가     | 컵                                 | 우승팀                | 최종 점수    | 준우승팀             | 우승 횟수 | 마지막 우승 |
| -------- | ---------------------------------- | --------------------- | ------------ | -------------------- | --------- | ----------- |
| 독일     | 2024-2025 주니어 DFB-포칼          | 베르더 브레멘 U19     | 2–0          | 카를스루에 SC U19    | 1회       | 빈칸        |
| 그리스   | 2024-2025 그리스 U19 컵            | PAOK                  | 1–0 (연)     | 올림피아코스         | 1회       | 빈칸        |
| 이탈리아 | 코파 이탈리아 프리마베라 2024-2025 | 칼리아리 프리마베라   | 3–0          | AC 밀란 유스 섹터    | 1회       | 빈칸        |
| 이탈리아 | 2025 수페르코파 프리마베라 2       | 프로시노네 프리마베라 | 2–2 (4–1 승) | 파르마 유스          | 1회       | 빈칸        |
| 포르투갈 | 2025 타사 레벨라상 U23             | SL 벤피카 U23         | 6–2          | 토렌세 U23           | 1회       | 빈칸        |
| 스페인   | 2025 코파 델 레이 후베닐           | FC 바르셀로나 후베닐  | 5–0          | 레알 사라고사 후베닐 | 19회      | 2011        |

## 여자 유스 디비전 컵

### UEFA
| 국가   | 컵                         | 우승팀              | 최종 점수 | 준우승팀      | 우승 횟수 | 마지막 우승 |
| ------ | -------------------------- | ------------------- | --------- | ------------- | --------- | ----------- |
| 몰도바 | 2024–25 여자 U14 몰도바 컵 | 짐브루-드라슬리체니 | 7–0       | ȘS 텔레네슈티 | 1회       | 빈칸        |

## 남자 풋살 내셔널 리그

### OFC
| 국가     | 리그                        | 우승팀                      | 준우승팀      | 우승 횟수 | 마지막 우승 |
| -------- | --------------------------- | --------------------------- | ------------- | --------- | ----------- |
| 뉴질랜드 | 2025 뉴질랜드 풋살 슈퍼리그 | 파메스턴 노스 매리스트 풋살 | 와이보프 풋살 | 1회       | —           |

### UEFA
| 국가                  | 리그                                             | 우승팀               | 준우승팀                 | 우승 횟수 | 마지막 우승 |
| --------------------- | ------------------------------------------------ | -------------------- | ------------------------ | --------- | ----------- |
| 알바니아              | 2024–25 알바니아 풋살 챔피언십                   |                      |                          |           |             |
| 안도라                | 2024–25 프리메라 디비지오                        | FC 엥캄              | FC 레인저스              | 18회      | 2022–23     |
| 아르메니아            | 2024–25 아르메니아 풋살 슈퍼리그                 |                      |                          |           |             |
| 오스트리아            | 2024–25 오스트리아 풋살 리가                     | FC 류티 크라이슈니치 | FC 디아만트 린츠         | 1회       | 빈칸        |
| 아제르바이잔          | 2024–25 아르메니아 프리미어 풋살 리그            |                      |                          |           |             |
| 벨라루스              | 2024–25 벨라루스 풋살 프리미어 리그              |                      |                          |           |             |
| 벨기에                | 2024–25 벨기에 풋살 디비전 1                     |                      |                          |           |             |
| 보스니아 헤르체고비나 | 2024–25 보스니아 헤르체고비나 프리미어 풋살 리그 |                      |                          |           |             |
| 불가리아              | 2024–25 불가리아 프리미어 풋살 리그              |                      |                          |           |             |
| 크로아티아            | 2024–25 크로아티아 퍼스트 풋살 리그              |                      |                          |           |             |
| 키프로스              | 2024–25 키프로스 풋살 퍼스트 디비전              |                      |                          |           |             |
| 체코                  | 2024–25 체코 풋살 퍼스트 리그                    |                      |                          |           |             |
| 덴마크                | 2024–25 덴마크 풋살 챔피언십                     |                      |                          |           |             |
| 잉글랜드              | 2024–25 내셔널 풋살 시리즈                       |                      |                          |           |             |
| 에스토니아            | 2024–25 살리얄그팔리 마이스틸리가                |                      |                          |           |             |
| 핀란드                | 2024–25 풋살리가                                 |                      |                          |           |             |
| 프랑스                | 2024–25 프랑스 풋살 챔피오나                     |                      |                          |           |             |
| 조지아                | 2024–25 조지아 풋살 리그                         |                      |                          |           |             |
| 독일                  | 2024–25 풋살 분데스리가                          |                      |                          |           |             |
| 지브롤터              | 2024–25 지브롤터 풋살 퍼스트 디비전              |                      |                          |           |             |
| 그리스                | 2024–25 헬레닉 풋살 슈퍼 리그                    |                      |                          |           |             |
| 헝가리                | 2024–25 NB I                                     |                      |                          |           |             |
| 아이슬란드            | 2024–25 아이슬란드 풋살 퍼스트 디비전            | 이즈뵈르닌           | 아프투렐딩/흐비티/알라프 | 4회       | 2023–24     |
| 아일랜드 공화국       | 2024–25 AUL 풋살 프리미어 리그                   |                      |                          |           |             |
| 이탈리아              | 2024–25 세리에 A1                                |                      |                          |           |             |
| 카자흐스탄            | 2024–25 카자흐스탄 풋살 챔피언십                 |                      |                          |           |             |
| 코소보                | 2024–25 코소보 풋살 슈퍼리그                     |                      |                          |           |             |
| 라트비아              | 2024–25 라트비아 풋살 프리미어 리그              |                      |                          |           |             |
| 리투아니아            | 2024–25 A 리가                                   | FK 카우노 잘기리스   | 요나보스 비킹가이        | 9회       | 2023–24     |
| 룩셈부르크            | 2024–25 풋살 디비전 1                            | FC 디페르당주 03     | FC 프로그레스 니더코른   | 6회       | 2023–24     |
| 몰타                  | 2024–25 몰타 풋살 리그                           |                      |                          |           |             |
| 몰도바                | 2024–25 몰도바 프로페시오날 풋살 리그            | FC 클릭 미디어       |                          | 2회       | 2023–24     |
| 몬테네그로            | 2024–25 몬테네그로 풋살 퍼스트 리그              |                      |                          |           |             |
| 네덜란드              | 2024–25 톱디비시                                 |                      |                          |           |             |
| 북아일랜드            | 2024–25 남자 국내 리그                           |                      |                          |           |             |
| 북마케도니아          | 2024–25 퍼스트 풋살 리그                         |                      |                          |           |             |
| 노르웨이              | 2024–25 NFF 풋살 엘리테세리에                    | 샤름트롤란           | 우틀레이라               | 3회       | 2018–19     |
| 폴란드                | 2024–25 엑스트라클라사                           | 피아스트 글리비체    | 콘스트락트 루바바        | 2회       | 2021–22     |
| 포르투갈              | 2024–25 캄페오나토 나시오날 다 I 디비장 데 풋살  |                      |                          |           |             |
| 루마니아              | 2024–25 리가 I                                   |                      |                          |           |             |
| 러시아                | 2024–25 러시아 풋살 슈퍼 리그                    |                      |                          |           |             |
| 산마리노              | 2024–25 캄피오나토 산마리네세 디 풋살            |                      |                          |           |             |
| 스코틀랜드            | 2024–25 스코티시 풋살 리그                       |                      |                          |           |             |
| 세르비아              | 2024–25 세르비아 프르바 풋살 리가                |                      |                          |           |             |
| 슬로바키아            | 2024–25 슬로바키아 풋살 엑스트라리가             |                      |                          |           |             |
| 슬로베니아            | 2024–25 슬로베니아 풋살 리그                     |                      |                          |           |             |
| 스페인                | 2024–25 프리메라 디비시온 데 풋살                |                      |                          |           |             |
| 스웨덴                | 2024–25 스웨덴 풋살 리그                         |                      |                          |           |             |
| 스위스                | 2024–25 스위스 풋살 프리미어 리그                |                      |                          |           |             |
| 튀르키예              | 2024–25 튀르키예 풋살 리그                       |                      |                          |           |             |
| 우크라이나            | 2024–25 엑스트라리가                             |                      |                          |           |             |
| 웨일스                | 2024–25 FAW 엘리트 풋살 리그                     |                      |                          |           |             |

## 사망

### 1월
- 1월 2일
  - 알도 아그로피, 이탈리아 축구 선수 및 감독[1]
  - 베르너 라임그루버, 스위스 축구 선수[1]
  - 크리스토발 오르테가, 멕시코 축구 선수[1]
- 1월 3일 — 질베르트 반 빈스트, 벨기에 축구 선수 및 감독[1]
- 1월 4일
  - 모센 하바샤, 튀니지 축구 선수[1]
  - 율마즈 우룰, 튀르키예 축구 선수[1]
- 1월 5일 — 후안 마누엘 비야, 스페인 축구 선수[1]
- 1월 6일 — 두산 마라비치, 세르비아 축구 선수[1]
- 1월 8일
  - 호르헤 카세레스, 아르헨티나-콜롬비아 축구 선수[1]
  - 파비오 쿠디치니, 이탈리아 축구 선수[1]
- 1월 10일 — 넬슨 실바 파체코, 콜롬비아 축구 선수[1]
- 1월 11일
  - 보비 케네디, 스코틀랜드 축구 선수 및 감독[2][1]
  - 마르티누스 요하네스 마리아 "타이니" 루이스, 네덜란드 축구 선수 및 감독[1]
- 1월 13일
  - 토니 북, 잉글랜드 축구 선수 및 감독[1]
  - 비센테 베가, 베네수엘라 축구 선수[1]
- 1월 16일 — 하리 빌드, 스웨덴 축구 선수[1]
- 1월 17일 — 데니스 로, 스코틀랜드 축구 선수[1]
- 1월 18일
  - 개리 브룩, 잉글랜드 축구 선수[1]
  - 니콜라에 오아이다, 루마니아 축구 선수 및 감독[1]
- 1월 19일 — 지미 칼더우드, 스코틀랜드 축구 선수 및 감독[1]
- 1월 20일 — 미미 엘-셰르비니, 이집트 축구 선수 및 감독[1]
- 1월 23일 — 안드레아스 스타마티아디스, 그리스 축구 선수 및 감독[1]
- 1월 24일 — 데이비드 개스컬, 잉글랜드 축구 선수[3][1]

### 4월
- 4월 25일 — 웨인 애디코트, 스코틀랜드 축구 선수

### 7월
- 7월 2일 — 후안 알바레스, 멕시코 축구 선수 및 감독[4]
- 7월 3일
  - 디오구 조타, 포르투갈 축구 선수[5]
  - 안드레 실바, 포르투갈 축구 선수[6]
- 7월 7일 — 후안 쿠티야스, 스페인 축구 선수 및 코치[7]
- 7월 17일 — 로널드 '윈' 데이비스, 웨일스 축구 선수[8]